# Chronik des russischen Überfalls auf die Ukraine, August bis Dezember 2024

Animierte Darstellung des Verlaufs der russischen Invasion in der Ukraine ab dem 24. Februar 2022

Diese Chronik stellt eine Übersicht zur Chronologie des russischen Überfalls auf die Ukraine von Anfang August 2024 bis Ende Dezember 2024 dar.
Hinweis: Aussagen zum Kriegsverlauf während einer kriegerischen Auseinandersetzung sind aufgrund der kriegsbedingt nicht herstellbaren Objektivität und der sowohl politisch beschränkten als auch oft gelenkten Informationsfreigabe beider Seiten in der Regel unüberprüfbar. Auch seriös klingende Vermutungen sind aufgrund der Nachrichtenlage in der Regel weder von inneren Überzeugungen der Beitragenden noch von vorsätzlich betriebener Meinungs- und Medienbeeinflussung unterscheidbar.

## 1. August
Russische Streitkräfte rückten in Nju-Jork und Salisne in Donezk weiter vor und versuchten so die ukrainischen Truppen zwischen den beiden Dörfern einzukesseln.

## 3. August

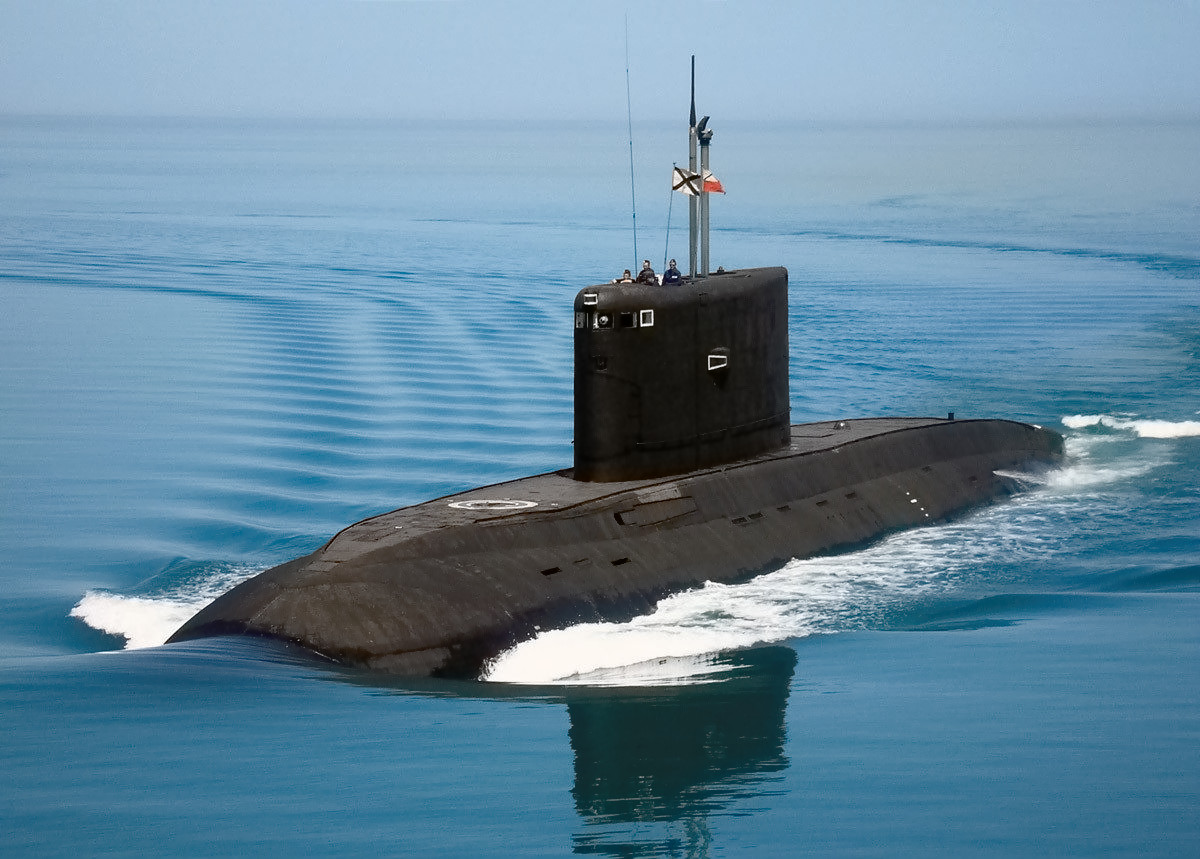
Die Rostow-na-Donu

Nach ukrainischen Angaben gelang es den eigenen Streitkräften, bei einem Raketenangriff auf den Hafen von Sewastopol die Rostow-na-Donu, ein russisches U-Boot des Projekt 636 (Kilo-II-Klasse), zu versenken. Die Rostow-na-Donu war bereits am 13. September 2023 bei einem ukrainischen Angriff schwer beschädigt worden.

## 4. August
Laut dem ukrainischen Verteidigungsministerium hat die ukrainische Luftwaffe seit der russischen Invasion im Februar 2022 mehr als 8.000 Luftziele (bspw. Marschflugkörper, Drohnen, Flugzeuge und Helikopter) zerstört.

## 6. August
Es kam zu den ersten schweren Kämpfen im Rahmen einer überraschenden Offensive auf die russische Oblast Kursk, die am 6. August mit einem koordinierten Angriff der ukrainischen Streitkräfte begann, bei der diese in zunächst unbekannter Stärke in die Region Kursk eindrangen und Geländegewinne in Richtung der Großstadt Kursk erringen konnten; kleine, mobile Gruppen stießen weit vor und drangen bis zur Kleinstadt Sudscha vor. Das russische Verteidigungsministerium gab zunächst an, dass bis zu 300 Kämpfer, die der 22. mechanisierten Brigade der ukrainischen Streitkräfte angehören sollen, in die Grenzorte Nikolajewo-Darjino und Oleschnja eingedrungen seien. Laut Russland seien die Angreifer zurückgeschlagen und auch den ukrainischen Reserven in der Region Sumy seien Schäden zugefügt worden. Einige russische Militärblogger widersprachen in sozialen Netzwerken den offiziellen russischen Angaben. So wurde etwa die Zahl der Angreifer deutlich höher beziffert. Zudem kursieren Bilder, die russische Gefangene, einen zerstörten russischen Kampfhubschrauber und zwei zerstörte Panzer zeigen sollen. Das ukrainische Verteidigungsministerium gab zu den Geschehnissen keine Stellungnahme ab. Spätestens am Tag darauf rief die Regionalregierung der Oblast Kursk den Ausnahmezustand aus.

## 7. August

Fortschritt des ukrainischen Einmarschs in der russischen Oblast Kursk

Die ursprünglichen russischen Angaben über eine Abwehr des ukrainischen Einmarschs in die Oblast Kursk erwiesen sich als falsch; die Angabe, dass es sich um reguläre ukrainische Streitkräfte handelte, bestätigte sich allerdings. Die Zahl der Angreifer musste nach oben korrigiert werden. Der russische Generalstabschef Waleri Gerassimow sprach von bis zu 1000 Angreifern, von denen angeblich 100 getötet und 215 verletzt worden seien. Russische Militärblogger berichteten von 2000 Kämpfern, die bis zu 15 km tief in die Oblast Kursk eingedrungen seien und mehrere kleinere Ortschaften besetzt hätten. 

## 8. August
Die ukrainische Armee setzte ihren Entlastungsangriff in der Oblast Kursk fort. Die russischen Behörden verhängten den Notstand in der Oblast Kursk. Den ukrainischen Truppen gelang es, in der Kleinstadt Sudscha einzurücken, wo die Bratstwo-Pipeline verläuft, durch die Erdgas von Russland nach Mittel- und Ostmitteleuropa geleitet wird. Ukrainische Soldaten konnten die Gasmessstation besetzen, durch die der Gastransit kontrolliert werden kann. Russland verstärkte vorsorglich den militärischen Schutz des 60 km von der Grenze entfernten Kernkraftwerks Kursk. Angesichts der ukrainischen Vorstöße wurden russische Einheiten aus dem Donbas in die Region Kursk verlegt, u. a. auch das sogenannte „Arbat“-Bataillon. Es besteht zu Teilen aus ehemaligen Wagner-Kämpfern. Der ukrainische Präsident Wolodymyr Selenskyj äußerte sich nicht direkt zu dem andauernden Vorstoß ukrainischer Truppen in der Oblast Kursk auf russischen Boden. Er sagte jedoch, dass Russland den Krieg in die Ukraine gebracht habe und spüren solle, was es getan habe.
In der Oblast Kursk kam es zu starken Maßnahmen der elektronischen Kampfführung, die teilweise verhinderten, dass russische Verbände oder auch die zivilen Behörden in der Gegend um Kursk miteinander kommunizieren konnten.

## 9. August
In der Nacht zum 9. August 2024 meldeten russische Behörden etwa 200 Kilometer von der Grenze zur Ukraine entfernt in der östlich von Kursk gelegenen Oblast Lipezk massive Attacken mit Drohnen. Der Notstand sei ausgerufen worden, um die Folgen massiver Explosionen auf dem 280 Kilometer von der Grenze entfernten Militärflugplatz von Lipezk zu beseitigen. Vier Dörfer um den Militärflugplatz wurden evakuiert. In Lipezk und im Umland um die Stadt wurde der öffentliche Nahverkehr gestoppt. Wegen Schäden an einer Energieanlage kam es in der Region zu Stromausfällen. Außerdem sei es zu einer Explosion von Gefahrstoffen gekommen.
Gemäß russischen Militärangaben konnte man die ukrainischen Versuche, tief ins russische Kernland durchzustoßen, mit Luftwaffe und Artillerie abwehren. Die Nachrichtenagentur Interfax berichtete, dass Kolonnen mit BM-21-Mehrfachraketenwerfern, Artillerie und Panzern nach Kursk verlegt worden seien. Der ZDF-Korrespondent Armin Coerper berichtete, dass sich russische Meldungen in den russischen Staatsmedien und im Internet widersprechen. Ein russischer Nachschubkonvoi sei entgegen russischen Erfolgsmeldungen fast vollständig vernichtet worden, und die Kämpfe in der Region Kursk hielten nach wie vor an. Laut der US-Zeitschrift Forbes befanden sich mittlerweile drei Brigaden mit insgesamt ca. 6000 ukrainischen Soldaten in der Region Kursk. Der Ausnahmezustand in Russland wurde zu einem nationalen Notstand hochgestuft. Nach Angaben des Institute for the Study of War scheut der russische Staatspräsident Wladimir Putin die Ausrufung eines Kriegszustandes aus politischen und ökonomischen Gründen. Befürchtet sei, dass die Ausrufung eines Kriegszustandes Russland weiter destabilisiert. Der Vorstoß ukrainischer Truppen im Oblast Kursk soll nach Angaben eines ukrainischen Sicherheitsberaters Russland destabilisieren.

## 10. August
Die Offensive in der Region Kursk wurde von den ukrainischen Truppen weiter fortgesetzt. Wegen der schweren Kämpfe in der Oblast Kursk hat der russische Zivilschutz 76.000 Einwohner aus jener Grenzregion evakuiert. Ukrainische Behörden evakuierten nach eigenen Angaben 20.000 Menschen aus der an die Oblast Kursk grenzende ukrainische Oblast Sumy. IAEA-Generaldirektor Rafael Grossi warnte wegen der fortgesetzten Kämpfe in der Region vor einem Unfall im Kernkraftwerk Kursk und rief beide Parteien zur Zurückhaltung auf. Ukrainische Kräfte hatten bereits in den vergangenen Wochen gezielt russische Kommunikationseinrichtungen zerstört. Laut dem russischen Militärblog Rybar kam noch der Umstand hinzu, dass die Russen in dieser Gegend mit leicht zu störenden chinesischen Funkgeräten gearbeitet hätten. Die ukrainische Aufklärung teilte mit, dass Russland eine Brigade der Marineinfanterie von der Halbinsel Krim in die Region Kursk verlege. Ein Teil der Fahrzeugkolonne sei jedoch unterwegs bereits zerstört worden. Erstmals gab der ukrainische Präsident Selenskyj bekannt, dass das ukrainische Militär eine Aktion zur Verlagerung des Krieges in das Gebiet des Aggressors durchführt. Das ukrainische Militär verzeichnete eigenen Angaben zufolge die niedrigste Zahl an Gefechten auf ukrainischem Staatsgebiet seit dem 10. Juni 2024.
Die ukrainische Kriegsmarine berichtete, dass Raketen- und Artillerieeinheiten der ukrainischen Küstenstreitkräfte 40 russische Soldaten auf einem außer Betrieb befindlichen Gasförderturm im Schwarzen Meer eliminiert hätten. Der Turm sei von russischen Kräften genutzt worden, um die Satellitennavigation zu stören, was auch die zivile Seefahrt beeinträchtigt und in Gefahr gebracht hätte. Auch sei der Turm als Munitionsdepot genutzt worden. Bei russischen Luftangriffen auf Kiew starben nach ukrainischen Angaben mindestens zwei Zivilisten. Laut der ukrainischen Luftwaffe waren außerdem fünf weitere ukrainische Regionen Ziel russischer Luftangriffe.

## 11. August
Das russische Verteidigungsministerium berichtete von angeblichen Gefechten in der Nähe der Dörfer Tolpino und Obschtschi Kolodes in der Oblast Kursk, 25 bis 30 Kilometer von der ukrainisch-russischen Grenze entfernt.

## 12. August
Der ukrainische Staatspräsident Wolodymyr Selenskyj erklärte, dass die Kursk-Offensive vor dem Hintergrund des russischen Beschusses der Oblast Sumy erfolgte. So wurden laut Selenskyj seit dem 1. Juni dort „fast 2100 Gebiete […] beschossen“. Ziel der Offensive ist, „insbesondere die Gebiete, von denen aus die russische Armee Angriffe“ auf Sumy durchführte, zu kontrollieren und den Gegner aus dem Grenzgebiet zu verdrängen. Wegen der Kämpfe in der Oblast Kursk wurden nach russischen Behördenangaben 120.000 Einwohner in Sicherheit gebracht, weitere 60.000 sollen noch aus der Oblast evakuiert werden. Laut TASS wurden vorsorglich auch 11.000 Einwohner aus der grenznahen Siedlung Krasnaja Jaruga (Oblast Belgorod) evakuiert. Die Ukraine hat laut eigenen Angaben 1000 km² der Oblast Kursk erobert. Der Gouverneur der Oblast Kursk Alexei Smirnow berichtete dem russischen Staatspräsidenten öffentlichkeitswirksam, die ukrainischen Kräfte kontrollieren ein Gebiet von etwa 40 Kilometern Breite und zwölf Kilometern Tiefe, in dem sich 28 Ortschaften befinden. Weiter gab er an, dass in der Oblast Kursk 40 Kilometer Panzergräben ausgehoben wurden und der Bau von 90 Unterständen in Arbeit ist.

## 14. August
Nach Angaben des ukrainischen Armeechefs Oleksandr Syrskyj wurden binnen 24 Stunden 100 russische Soldaten infolge der Offensive gefangen genommen. Nach den Worten des ukrainischen Präsidenten Selenskyj ist für die Zivilbevölkerung der besetzten Gebiete humanitäre Hilfe vorbereitet worden. Vertretern internationaler Organisationen soll der Zugang zu den Gebieten erlaubt werden. Das russische Militär zog zunehmend unterschiedliche Reserven in der Region Kursk zusammen, u. a. aus Kaliningrad und anderen vom Krieg nicht betroffenen Regionen; die bisher an der Front im Donbas kämpfenden russischen Einheiten gaben aber nur marginal Kapazitäten und Ressourcen ab, ihre stete Vorwärtsbewegung im Donbas kam durch die ukrainische Offensive nicht zum Stillstand.

## 15. August
Nach ihrem Vorstoß in die russische Nachbarregion Kursk errichtete die Ukraine eine Militärkommandantur für die von ihr kontrollierten Gebiete, geleitet von Eduard Moskaljow. Nach Angaben des ukrainischen Präsidenten Selenskyj hat die ukrainische Armee die Stadt Sudscha in der russischen Oblast Kursk vollständig unter ihre Kontrolle gebracht. Laut dem ukrainischen Oberbefehlshaber Oleksandr Syrskyj haben die ukrainischen Truppen in Kursk nunmehr 1150 Quadratkilometer und 82 Ortschaften unter Kontrolle gebracht. Das russische Verteidigungsministerium meldete, dass Russland die Kontrolle über das Dorf Krupez in der russischen Oblast Kursk zurückgewonnen hat. Zuvor hatte das russische Staatsfernsehen bereits die Rückeroberung der Ortschaft Martynowka in der Oblast Kursk bekanntgegeben.
Laut Einschätzung des deutschen Generalmajors Christian Freuding sind an der Kursk-Offensive vier Brigaden bzw. 4000 bis 6000 Soldaten unmittelbar beteiligt. Weitere 2000 bis 4000 Soldaten unterstützen die Offensive laut Freuding durch Logistik und durch Luftverteidigung von der Ukraine aus.

## 16. August
Die Verwaltung der militärstrategisch bedeutsamen ukrainischen Stadt Pokrowsk im Donbas rief die Zivilbevölkerung wegen von Otscheretyne/Awdijiwka herannahender russischer Bodentruppen zum Verlassen der Stadt auf. Nach Angaben des Verwaltungschefs von Pokrowsk waren russische Truppen noch zehn Kilometer vom Stadtrand entfernt.
Den ukrainischen Luftstreitkräften gelang es, eine der drei wichtigen Brücken am Fluss Seim im Kreis Gluschkowo zu zerstören. Dies erschwert zunehmend die Versorgung der russischen Truppen an der ukrainischen Grenze. Wegen der ukrainischen Bemühungen, die Brücken über den Seim zu zerstören, hätten russische Truppen inzwischen eine Pontonbrücke über den Fluss bei Gluschkowo gebaut.
Die deutsche Bundesregierung gab bekannt, über die bereits vereinbarten Ausgaben für die Folgejahre keine weiteren Gelder mehr für militärische Hilfe zu bewilligen. Statt aus dem Bundeshaushalt soll deutsche Militärhilfe für die Ukraine laut Bundesfinanzminister Christian Lindner mit den Gewinnen bzw. Zinsen von eingefrorenen russischen Vermögen finanziert werden.

## 19. August
Der belarussische Präsident Aljaksandr Lukaschenka hat eigenen Angaben zufolge „Militär entlang der gesamten Grenze“ zur Ukraine verlegt, „so wie es im Kriegsfall der Fall wäre“. Er behauptete, auf Truppenansammlungen auf ukrainischer Seite reagiert zu haben; die Ukraine habe bis zu 120.000 Soldaten in der Nähe von Belarus stationiert.
Ukrainische Luftstreitkräfte zerstörten eine weitere Brücke im Dorf Swannoje (Oblast Kursk). Laut verschiedenen Berichten von russischen Militärbloggern ist auch die dritte und damit letzte der drei Brücken zerstört worden.
Nach einem ukrainischen Drohnenangriff auf ein Öllager bei Proletarsk (Oblast Rostow) riefen die Behörden infolge eines außer Kontrolle geratenen Brandes den Ausnahmezustand im Rajon Proletarsk aus.

## 22. August
Nach einer Mitteilung des ukrainischen Generalstabs sollen 44 von 46 russischen Angriffen nahe der Stadt Pokrowsk abgewehrt worden sein. Der ukrainische Staatspräsident meldete, dass dort kämpfende ukrainische Truppen verstärkt worden seien.
Der Gouverneur der russischen Oblast Brjansk gab an, dass ein Vorstoß ukrainischer Truppen in die von ihm verwaltete Oblast vereitelt worden sei.
Infolge russischer Luftangriffe auf die Oblaste Sumy, Charkiw, Donezk und Cherson starben nach ukrainischen Behördenangaben acht Zivilisten.
Laut russischen Meldungen sank infolge eines ukrainischen Luftangriffs ein Treibstoff-Frachter im russischen Hafen von Kawkas, der intensiv zur Versorgung russischer Truppen in der Ukraine genutzt wurde. Des Weiteren wurde ein seit dem 18. August bei Proletarsk in Flammen stehendes Öllager, das an jenem Tag Ziel eines ukrainischen Luftangriffs wurde, laut russischen Meldungen erneut getroffen.

## 23. August
Erstmals seit der ukrainischen Unabhängigkeit besuchte mit Narendra Modi ein Premierminister von Indien die Ukraine. Indien unterhält zu Russland enge Wirtschaftsbeziehungen, positioniert sich politisch aber nicht eindeutig zum russischen Überfall bzw. enthielt sich sowohl bei der Resolution 2623 des UN-Sicherheitsrates als auch bei Resolutionen der UN-Generalversammlung zum russischen Überfall.

## 25. August
Die ukrainische Regierung bestätigte, dass der vom belarussischen Machthaber Aljaksandr Lukaschenka angekündigte belarussische Truppenaufmarsch an der Grenze zur Ukraine stattgefunden hat; in der belarussischen Woblasz Homel seien zusätzliche mit Panzern, Artillerie und Flugabwehr ausgestattete Militäreinheiten beobachtet und Söldner der Gruppe Wagner darunter erkannt worden.
Berichten zufolge hat die Ukraine in der russischen Oblast Kursk mehr Territorium erobert als Russland in der Ukraine seit Jahresbeginn.
Durch russischen Beschuss mit einer Iskander-Rakete auf ein Hotel in der Stadt Kramatorsk wurden ein britischer Reuters-Journalist getötet und mehrere weitere verletzt.

## 26. August

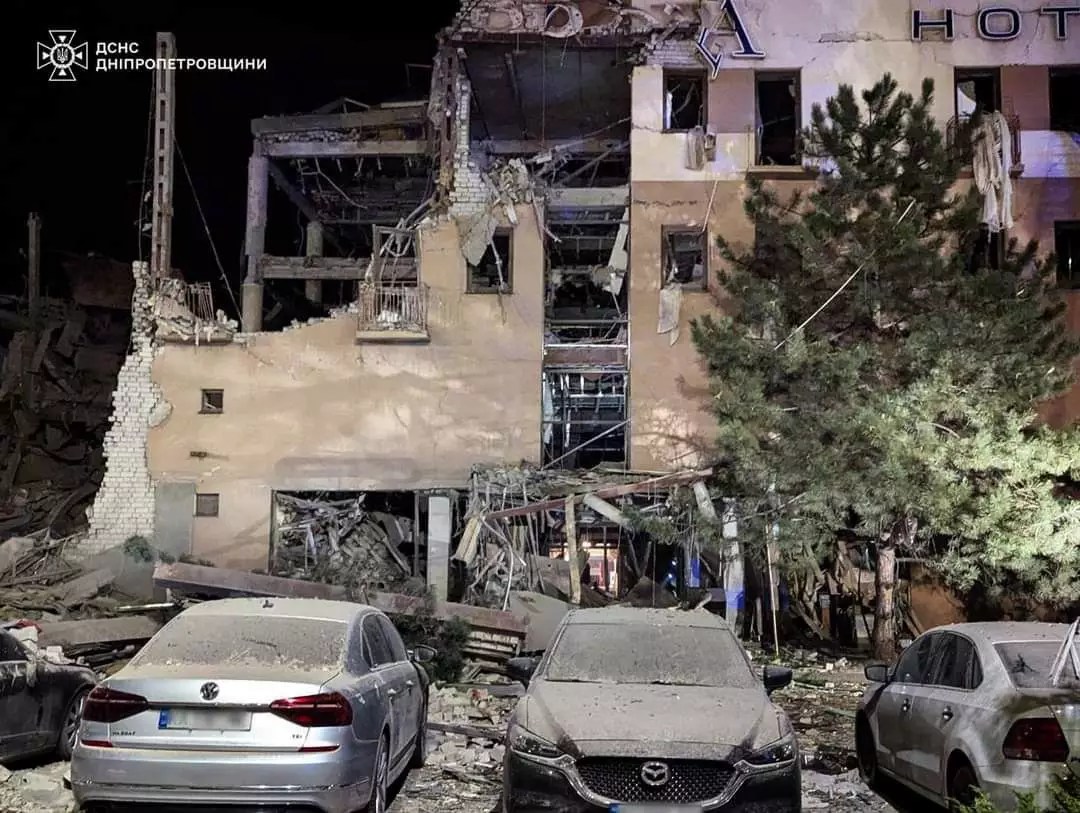
Hotel in Krywyj Rih nach dem Beschuss am 26. August

Einen Tag nach dem ukrainischen Unabhängigkeitstag griff Russland die Ukraine mit über 127 Raketen (davon 118 Marschflugkörper, 77 des Typs Kh-101, 28 des Typs Kalibr, sechs Iskander-M und drei Ch-47M2 Kinschal) und 109 Drohnen an. Es war der zahlenmäßig größte russische Luftangriff an einem Tag seit Beginn des Krieges im Februar 2022. Zuvor war dies der 29. Dezember 2023 gewesen, als Russland 124 Raketen und 36 Drohnen gegen die Ukraine einsetzte. Sieben Personen wurden durch den Luftangriff am 26. August getötet. Laut Ukrenergo war es der größte Angriff auf die ukrainische Infrastruktur seit Kriegsbeginn. Die Schäden im ukrainischen Stromnetz hatten zur Folge, dass in Kiew Straßenbahnen ausfielen, stellenweise auch die Wasserversorgung. Polen meldete, dass vermutlich eine Drohne in den polnischen Luftraum eingedrungen sei. Bei den Angriffen wurden sieben Menschen getötet und mindestens 47 verletzt.
Die Ukraine verlor ihre erste F-16 und mit Oberst Oleksij Mes auch einen der wenigen auf der F-16 geschulten Piloten. Die Ursachen für den Absturz sind bisher ungeklärt. Die offizielle Bekanntgabe erfolgte am 29. August. Infolgedessen entließ der ukrainische Staatspräsident Wolodymyr Selenskyj am 30. August den Luftwaffenchef Mykola Oleschtschuk.

## 29. August
Die Niederlande hoben sämtliche Einsatzbeschränkungen für die von ihnen an die Ukraine gelieferten F16-Kampfjets auf.
Eine weitere russische Drohne vom Typ Shahed-136/131 aus iranischer Produktion drang in den Luftraum von Belarus ein und wurde von den dortigen Luftstreitkräften über dem Rajon Jelsk abgeschossen.

## 30. August

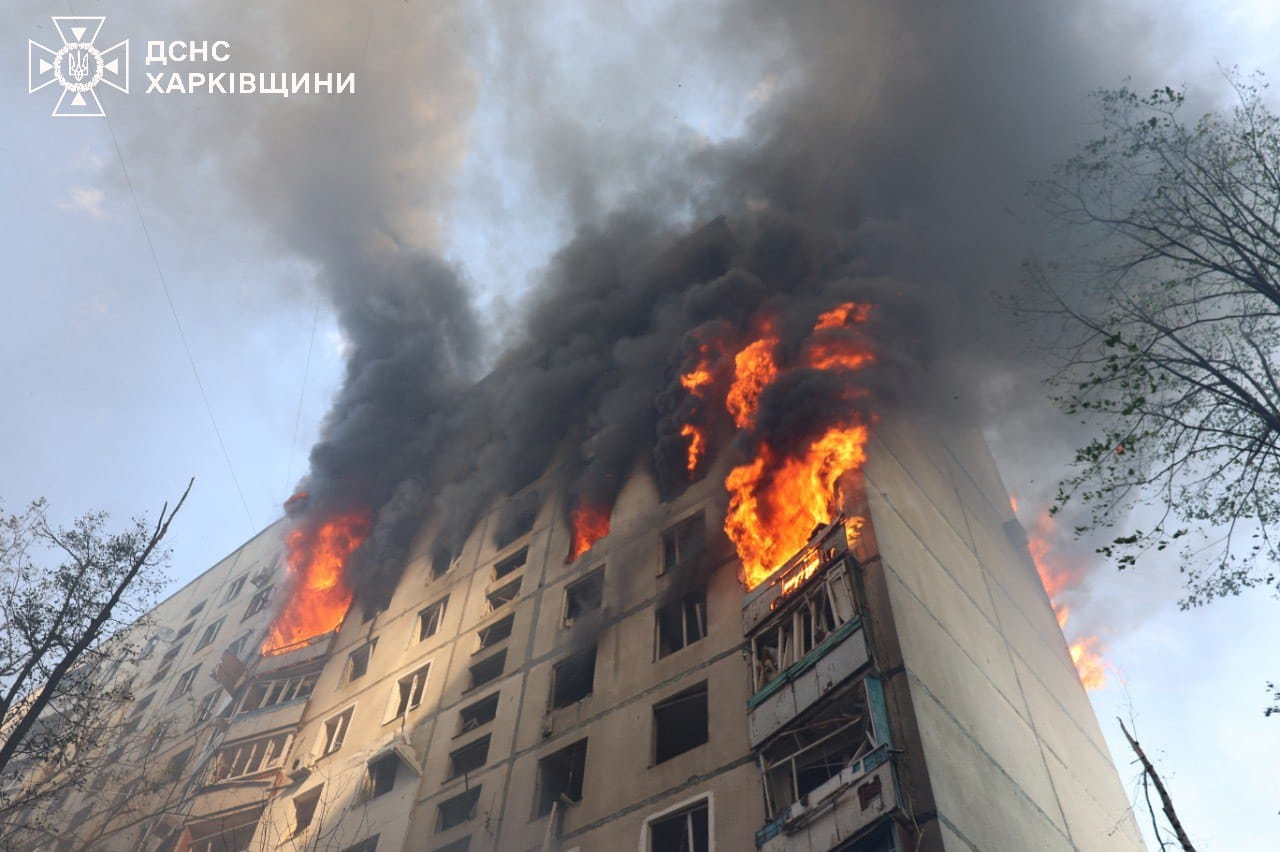
Wohngebäude in Charkiw nach der Bombardierung am 30. August

Bei russischen Luftangriffen auf Charkiw wurden nach ukrainischen Angaben sechs Menschen getötet und 97 weitere verletzt.

## 31. August
Im August 2024 starben im Krieg 184 Zivilisten meist durch die russische Armee.

## 1. September
Das russische Verteidigungsministerium behauptete, dass bei einem ukrainischen Luftangriff 158 ukrainische Drohnen über 15 verschiedenen russischen Regionen abgefangen worden seien. Jedoch seien trotzdem eine Raffinerie in Moskau und zwei Kraftwerke durch Drohnen getroffen worden.

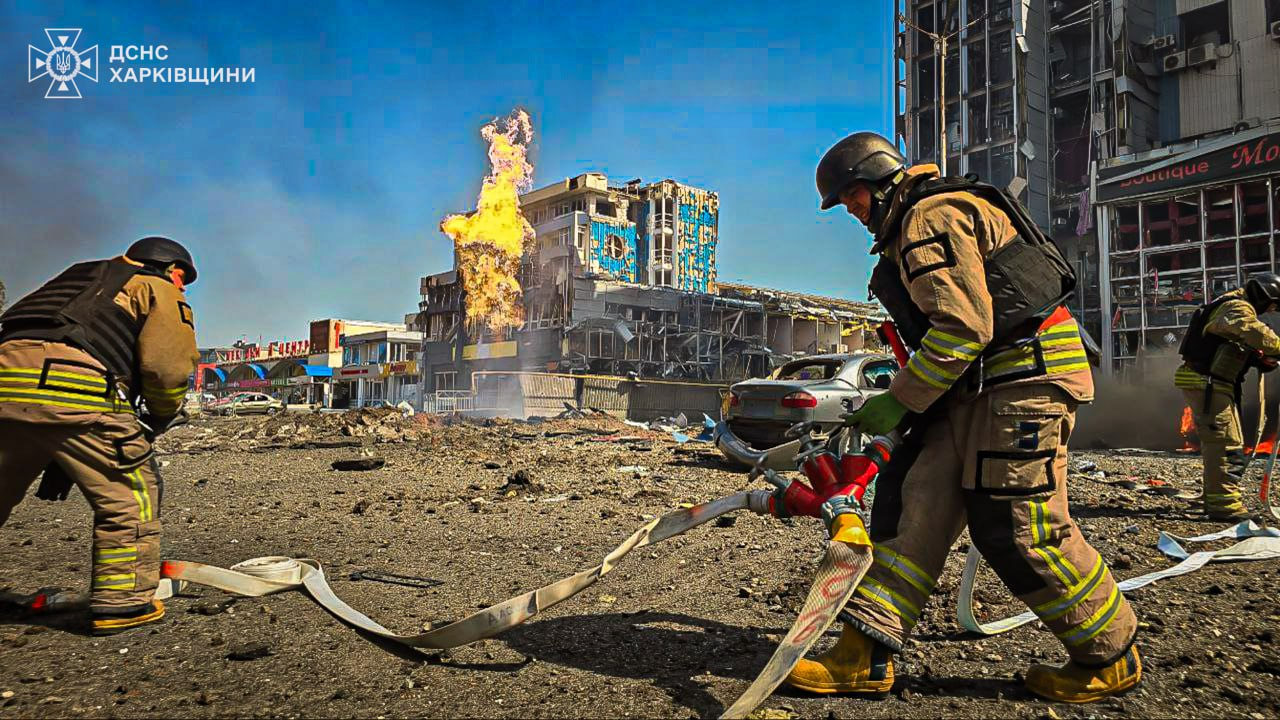
Zerstörungen in Charkiw am 1. September infolge des russischen Luftangriffs

Am selben Tag wurde die Ukraine Ziel mehrerer russischer Luftangriffe. Bei einem russischen Luftangriff auf die Großstadt Charkiw wurden nach ukrainischen Angaben mehr als 40 Personen verletzt. Die ukrainische Luftwaffe hat nach eigenen Angaben acht von insgesamt elf russischen Kampfdrohnen abgefangen und zerstört. Von den russischen Angriffen betroffen seien die Oblaste Mykolajiw und Sumy gewesen.

## 2. September
Durch einen russischen Luftangriff auf Kiew wurden nach ukrainischen Angaben ein Wasserwerk und ein Eingang zu einer U-Bahn-Station, die zum Schutz vor Bombenangriffen genutzt wird, getroffen. Mehr als 20 Raketen und eine Drohne fingen die ukrainische Luftwaffe diesen Angaben zufolge ab.

## 3. September

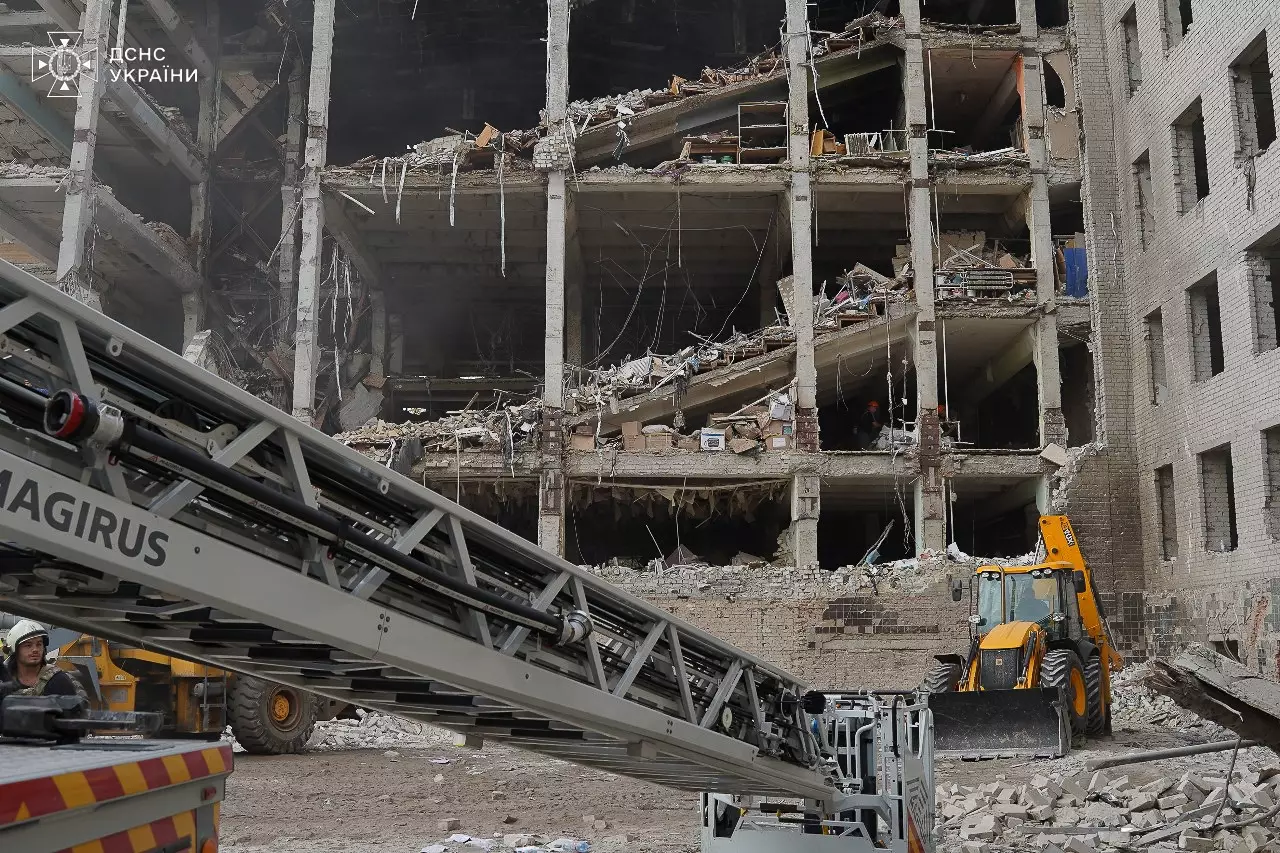
Zerstörungen nach russischem Raketenangriff auf Poltawa

Bei einem russischen Raketenangriff auf eine militärische Bildungseinrichtung in der zentralukrainischen Stadt Poltawa wurden mindestens 50 Menschen getötet und 271 verletzt. Es handelte sich damit um den verlustreichsten russischen Einzelangriff des Jahres 2024. Bei vielen Opfern soll es sich um Angehörige der ukrainischen Streitkräfte handeln.
In Lwiw wurden nach ukrainischen Angaben mindestens sieben Menschen durch russische Raketen- und Drohnenangriffe getötet. Vier von ihnen, die Mutter und drei Töchter, darunter ein siebenjähriges Mädchen, gehörten einer Familie an.

## 4. und 5. September
Mindestens sechs ukrainische Regierungsvertreter, darunter auch Kabinettsmitglieder, reichten bei einer im Juli angekündigten Umbildung des Kabinetts Schmyhal, mit der laut dem Fraktionschef der Regierungspartei Dawyd Arachamija „mehr als 50 Prozent“ der Mitglieder ausgetauscht wurden, ihre Rücktritte ein. So wurde auch der Außenministerposten neu vergeben; Nachfolger von Dmytro Kuleba wurde Andrij Sybiha.
Bei einem russischen Luftangriff auf Lwiw wurden nach ukrainischen Angaben mindestens sieben Menschen getötet und 64 weitere verletzt.

## 6. September

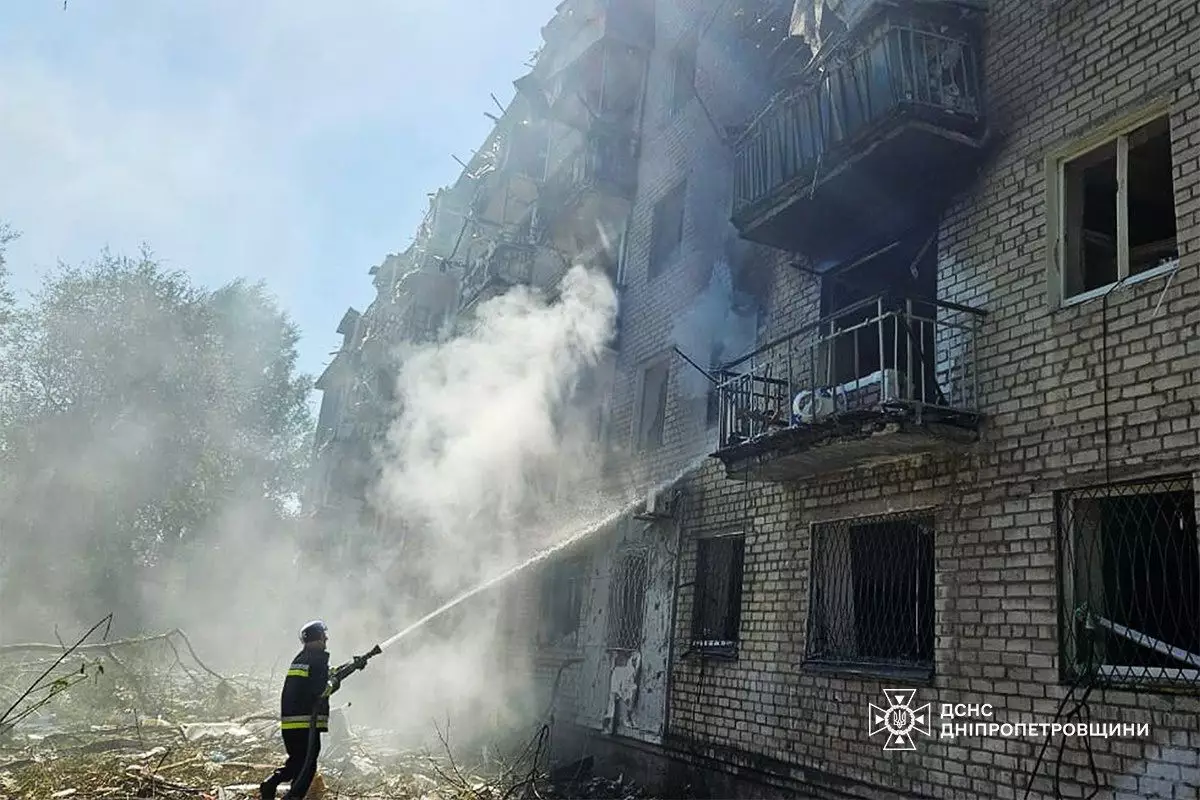
Zerstörungen in Pawlohrad nach dem Angriff am 6. September

Bei einem russischen Angriff auf Pawlohrad wurde nach ukrainischen Angaben eine Person getötet und 64 weitere Menschen verletzt.

## 8. September
Am 8. September wurde ein russisches Munitionsdepot bei Woronesch getroffen. Eine russische Drohne stürzte in Lettland ab.

## 9. September
Die Niederlande betonten, die Ukraine habe ihre Erlaubnis, F-16-Kampfjets auch auf russischem Staatsgebiet einzusetzen. Der niederländische Verteidigungsminister Ruben Brekelmans sagte gegenüber der FAZ, die Niederlande hätten „der Ukraine keine Einsatzbeschränkungen bezüglich der Distanz auferlegt.“ Wenn das Land etwa von Grenzgebieten oder von russischen Flugplätzen aus angegriffen werde, könne es militärische Ziele ins Visier nehmen oder feindliche Raketen über russischem Gebiet abfangen. Die Niederlande ermutigte auch seine westlichen Partner, die Einsatzbeschränkungen für westliche Waffen im Ukraine-Krieg aufzuheben.

## 10. September
Zum ersten Mal wurde in Moskau eine Zivilperson durch eine ukrainische Drohne getötet. Deren Ziel war vermutlich ein Flughafen in der Nähe.
Nach den Niederlanden hob auch Polen alle Einsatzbeschränkungen für die an die Ukraine gelieferten Waffen, insbesondere Kampfpanzer des Typs Twardy, auf.

## 11. September
Russland startete eine Gegenoffensive in der westrussischen Region Kursk, um die abgeschnittenen Truppen auf der linken Seite des Seim zu entlasten. Das russische Verteidigungsministerium berichtete von zehn zurückeroberten Orten. In die Gegenoffensive seien ca. 35.000 Soldaten involviert. Unterdessen rückten russische Truppen weiter im Donbas vor und näherten sich mehreren ukrainischen Siedlungen.
Der türkische Präsident Recep Tayyip Erdoğan forderte in einer Videobotschaft anlässlich des Gipfeltreffens der sogenannten Krim-Plattform die Rückgabe der von Russland annektierten Halbinsel Krim an die Ukraine, er sagte: „Unsere Unterstützung für die territoriale Integrität, Souveränität und Unabhängigkeit der Ukraine ist unerschütterlich. Die Rückgabe der Krim an die Ukraine ist eine Forderung des Völkerrechts.“ Mit der 2021 eingerichteten Krim-Plattform bezweckt die Ukraine, international mehr Aufmerksamkeit für die Lage auf der Krim zu wecken.

## 12. September
Russlands Präsident Putin warnte die NATO davor, der Ukraine zu erlauben, Langstreckenwaffen gegen Ziele in Russland einzusetzen. Dies würde die russische Staatsführung als Kriegsbeteiligung auffassen. Der deutsche Verteidigungsminister Pistorius hält den Einsatz der an die Ukraine gelieferten Langstreckenwaffen auf Ziele in Russland für vom Völkerrecht gedeckt. Weiter sagte er: „Putins Drohungen sind Putins Drohungen, mehr muss man dazu nicht sagen. Er droht, wann immer es ihm beliebt, und lockt, wann immer er es für richtig hält.“ Raketen oder Marschflugkörper mittlerer bis größerer Reichweite aus deutscher Produktion – wie den Taurus – erhält die Ukraine jedoch nicht von der Bundesregierung.
Russland hat laut US-Außenminister Blinken 225 Kurzstreckenraketen Fath 360 von Iran geliefert bekommen. Das stelle – im Vergleich zu den bereits gelieferten Aufklärungs- und Angriffsdrohnen mit überschaubarer Bedrohung – „eine erhebliche Eskalation“ dar.

## 13. September
Laut einer Analyse des Thinktanks Institute for the Study of War (ISW) liegen die zehn Siedlungen der russischen Oblast Kursk, von denen das russische Verteidigungsministerium behauptete, sie rückerobert zu haben, innerhalb der bereits zuvor behaupteten Grenzen des russischen Vormarsches. Zudem habe man nur die Wiedereinnahme zweier Siedlungen visuell bestätigen können. Damit seien die russischen Streitkräfte, so das ISW, bisher nur in Gebiete der Oblast Kursk vorgedrungen, die die ukrainischen Streitkräfte ohnehin noch nicht vollständig kontrolliert bzw. bei denen sie dies noch nicht einmal versucht hätten.

## 15. September

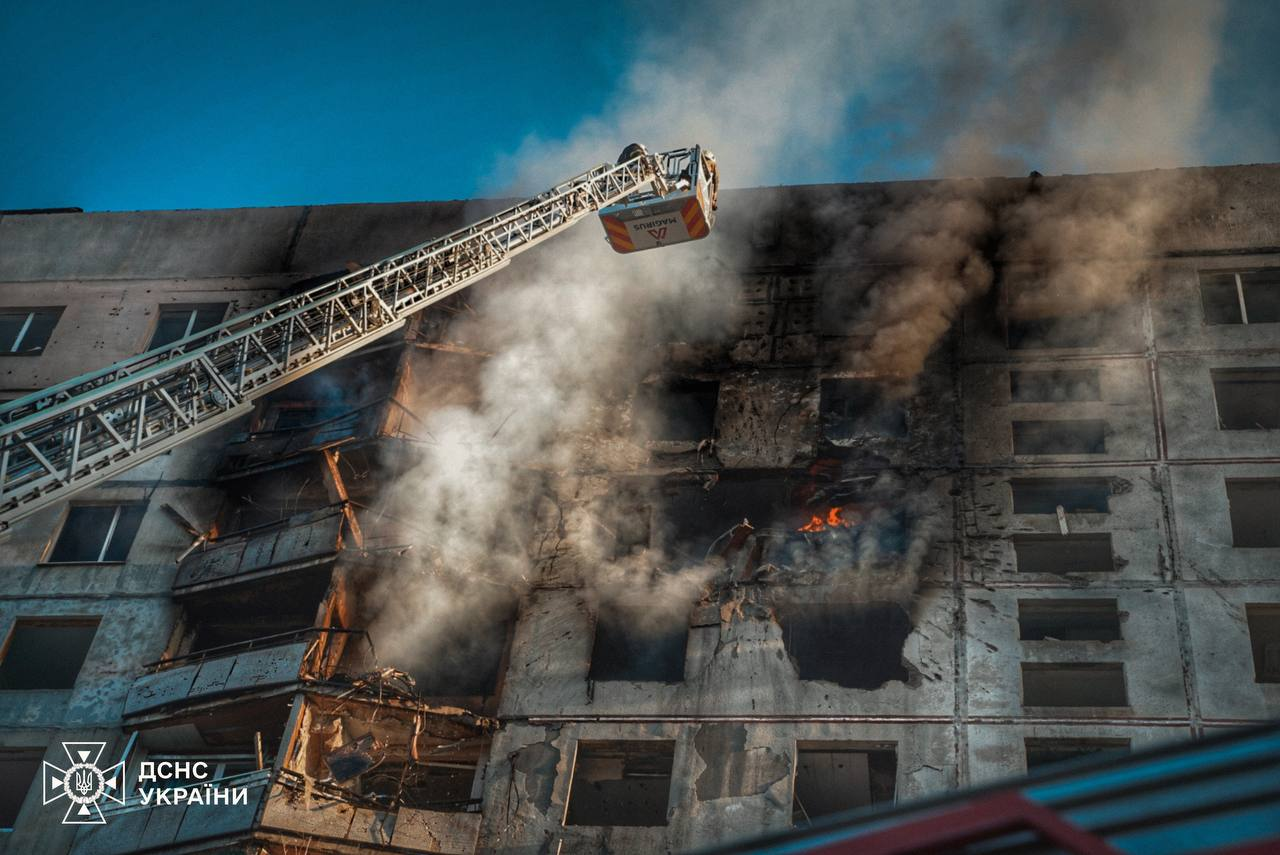
Charkiw nach russischem Luftangriff

Durch russische Luftangriffe auf die Großstädte Odessa und Charkiw wurden nach ukrainischen Angaben zwei Menschen getötet und mindestens 41 verletzt.

## 16. September
Russlands Präsident Putin verfügte per Dekret, dass die Streitkräfte um 180.000 auf 2.389.130 Personen anwachsen sollen. Damit hatte er zum dritten Mal seit Beginn der Invasion eine Vergrößerung angeordnet.

## 18. September
In der russischen Oblast Twer westlich von Moskau wurde das Munitionsdepot östlich von Toropez getroffen. Eine riesige Explosion war Folge eines groß angelegten ukrainischen Luftangriffs, bei dem laut der Zeitung The New Voice of Ukraine über 100 Kamikaze-Drohnen eingesetzt wurden. Vermutet wird, dass etwa 30.000 Tonnen Waffen und Munition zerstört wurden. Laut dem Militärökonomen Marcus Keupp handelt es sich bei der Explosion des nicht verbunkerten Waffenlagers um den „größten russischen Einzelverlust“ im bisherigen Kriegsverlauf. Laut Markus Reisner wäre der Munitionsbedarf für zwei bis drei Monate russischer Kriegsführung zerstört, sollten die Berichte über das Ausmaß der Zerstörung zutreffen.
Nach ukrainischen Angaben wurde die am 12. September begonnene russische Gegenoffensive in der russischen Region Kursk gestoppt. Die Lage habe sich stabilisiert und sei „unter Kontrolle“. Laut ukrainischer Kommandantur und AFP wurden 23 russische Zivilisten seit Ende August durch russischen Beschuss der von der russischen Armee besetzten Gebiete getötet.

## 19. September
Nach ukrainischen Angaben kommt eine Person bei einem russischen Angriff auf Sumy ums Leben.

## 20. September
Die Regierungen des Vereinigten Königreichs (Kabinett Starmer) und der Vereinigten Staaten (Kabinett Biden) haben ihre Entscheidung über die Frage, ob ihre an die Ukraine gelieferten Langstreckenwaffen zur Bekämpfung von weit im russischen Territorium liegenden militärischen Zielen verwendet werden dürfen, vertagt. Dies ist nach Einschätzung des Militärökonomen Marcus Keupp „vollkommen absurd“. Der Westen zwinge die Ukraine dazu, „einen Krieg zu führen, den keine NATO-Armee so führen würde“, denn „jede NATO-Armee würde im Konfliktfall die Luftbasen des Gegners ausschalten – und zwar als Erstes und ziemlich schnell.“ Solche massiven Angriffe auf die Militärinfrastruktur eines Aggressors sind laut Keupp vom Kriegsvölkerrecht gedeckt und „militärisch das einzig Sinnvolle“.
Laut Keupp lässt sich im September 2024 beobachten, dass die russische Armee an der Donbasfront, insbesondere im Bereich von Kostjantyniwka, bis Pokrowsk wieder – wie bereits bei der Schlacht um Bachmut – dazu übergangen ist, unter enorm hohen Personalverlusten Infanterie statt mechanisierter Einheiten einzusetzen; dies in der Bestrebung, ukrainische Stellungen überrennen zu können. Um die Folgen eines etwaigen russischen Vordringens dort abzumildern, werden laut Keupp in der Etappe neue Verteidigungsstellungen errichtet. Für den weiteren Kriegsverlauf im Donbas werde bedeutend sein, ob die Hauptstraße bzw. Versorgungslinie zwischen Pokrowsk und Kostjantyniwka bis zum Einsetzen der Rasputiza noch von russischen Truppen erreicht oder anderweitig unterbrochen wird oder ob die ukrainischen Streitkräfte diese Verbindung weiter werden benutzen können. In Bezug auf die Kursk-Offensive lässt sich Keupp zufolge beobachten, dass die Ukrainer ihre Stellungen befestigen.
Ein Bericht des britischen Guardian legte nahe, dass Russland bereits Monate – die Rede ist von Januar 2024 – vor der ukrainischen Offensive in der russischen Oblast Kursk entsprechende Hinweise auf derartige Pläne erhalten hat und sie nicht verhindert hat oder es nicht konnte. Die russischen Dokumente, die das ukrainische Militär bei seiner Kursk-Offensive entdeckt haben soll, konnte die Zeitung zwar nicht unabhängig überprüfen, sie trügen jedoch „die typischen Merkmale echter russischer Armeekommunikation“. Bereits im März wurden demzufolge von russischer Seite Maßnahmen zur Grenzsicherung erlassen. Auch ukrainische Sabotagegruppen in russischen Uniformen sollen laut diesen Aufzeichnungen aktiv gewesen sein. Für Juni äußerten die Unterlagen Bedenken hinsichtlich der Moral und der psychischen Verfassung der russischen Truppen in Kursk; es handle sich um wenig ausgebildete Reservisten mit lediglich 60 bis 70 Prozent ihrer Mannschaftsstärke.

## 21. September

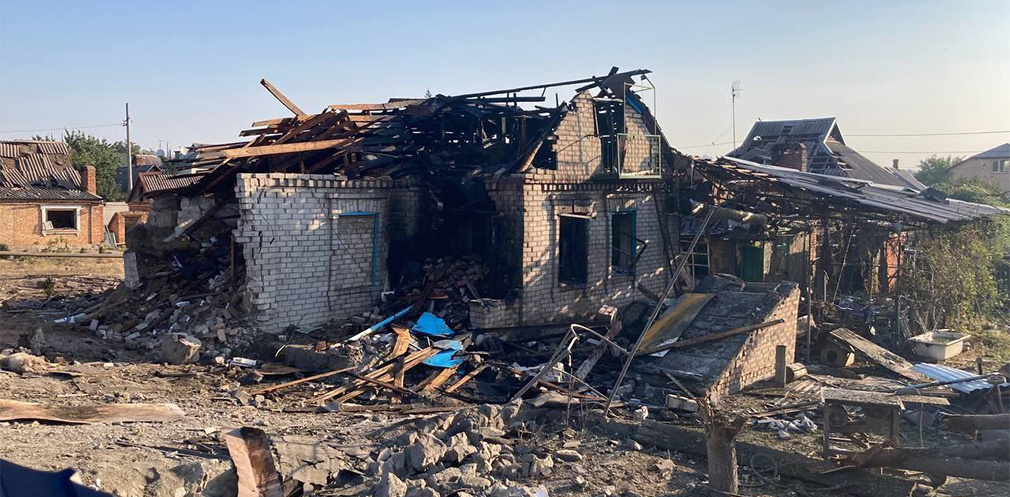
Zerstörung bei Krywyj Rih

In der Nacht wurden zwei Munitionsdepots tief in Russland aus der Luft angegriffen, das Depot Oktjabrski südlich von Toropez und das Munitionsdepot Tichorezk in Südrussland.
Russlands Regierung hat eine Teilnahme an der von der Ukraine gewünschten Friedenskonferenz in der Schweiz abgelehnt, weil ihre Forderung nach Gebietsabtretungen der Ukraine nicht berücksichtigt wurde.
Nach ukrainischen Angaben kamen drei Menschen bei einem russischen Luftangriff auf Krywyj Rih ums Leben.
Die Großstadt Charkiw wurde nach Angaben ihres Bürgermeisters von russischen Luftangriffen getroffen, bei denen 15 Menschen verletzt wurden.

## 23. September
Es wurde bekannt, dass Juri Annekow, der Leiter des 678. Kommunikationszentrums der russischen Luft- und Raumfahrtstreitkräfte, aufgrund von Konflikten innerhalb der Führung seiner Einheit Suizid verübt hat.

## 24. September
Durch den Einschlag mehrerer russischer Gleitbomben in Wohnhäuser in der Stadt Charkiw und der Region kamen drei Menschen ums Leben, weitere 34 wurden nach ukrainischen Angaben verletzt.
Ukrainische Streitkräfte eroberten eigenen Angaben zufolge ein dreißig Gebäude umfassendes, von Kämpfen zerstörtes Industriegebiet in Wowtschansk zurück. Sie gaben an, zwanzig russische Soldaten gefangen genommen und mindestens vier weitere getötet zu haben.

## 25. September
Russland erweiterte seine Doktrin zum Einsatz von Atomwaffen. Bei einer Sitzung des nationalen Sicherheitsrats im Kreml sagte Putin: „In der aktualisierten Fassung des Dokuments wird vorgeschlagen, dass eine Aggression gegen Russland durch eine Nicht-Atommacht, aber mit Beteiligung oder Unterstützung einer Atommacht, als gemeinsamer Angriff auf die Russische Föderation betrachtet werden sollte.“

## 26. September
Die US-Regierung sagte der Ukraine neue militärische Lieferungen im Umfang von acht Milliarden US-Dollar zu. Die Vizepräsidentin der Vereinigten Staaten Kamala Harris versprach dem Präsidenten der Ukraine Wolodymyr Selenskyj weitere Unterstützung und warnte indirekt vor einem Wahlsieg ihres Kontrahenten Donald Trump. Trump hatte für den Fall eines Wahlsieges signalisiert, die Unterstützung für die Ukraine wegen des russischen Überfalls seit 2022 dramatisch zurückzufahren oder sogar ganz einzustellen. Trump kritisierte bei einer Wahlkampfveranstaltung im Rahmen der Präsidentschaftswahl in den Vereinigten Staaten 2024 Selenskyj, weil dieser sich nach Trumps Ansicht weigert, einen Deal mit dem russischen Präsidenten Wladimir Putin einzugehen, um den Krieg zu beenden. Trump hielt bei dieser Veranstaltung einen Wiederaufbau der Ukraine für aussichtslos. Harris hält es jedoch für falsch, die Ukraine zu zwingen, große Teile ihres Staatsgebiets aufzugeben, einen neutralen Status ihres Landes zu akzeptieren und auf die Sicherheitszusagen anderer Staaten zu verzichten; dies seien die gleichen Vorschläge wie die von Putin. Sie hält diese Vorschläge von Trump für eine Kapitulation der Ukraine und für gefährlich und inakzeptabel. Die Unterstützung der USA für die Ukraine sei kein wohltätiger Akt, sondern sicherheitspolitisch im ureigenen Interesse Amerikas.
Die ukrainische Luftwaffe wehrte eigenen Angaben zufolge 66 von 78 russischen Drohnen und vier von sechs feindlichen Raketen ab.

## 27. September
Ende September 2024 stand die bis dahin noch von ukrainischen Streitkräften gehaltene Stadtruine Wuhledar vor ihrem Fall; russische Streitkräfte waren zu der Zeit im Süden, Osten und teilweise im Norden bis an die Stadtgrenze herangerückt und drangen von dort in Stadtrandgebiete vor.

## 28. September

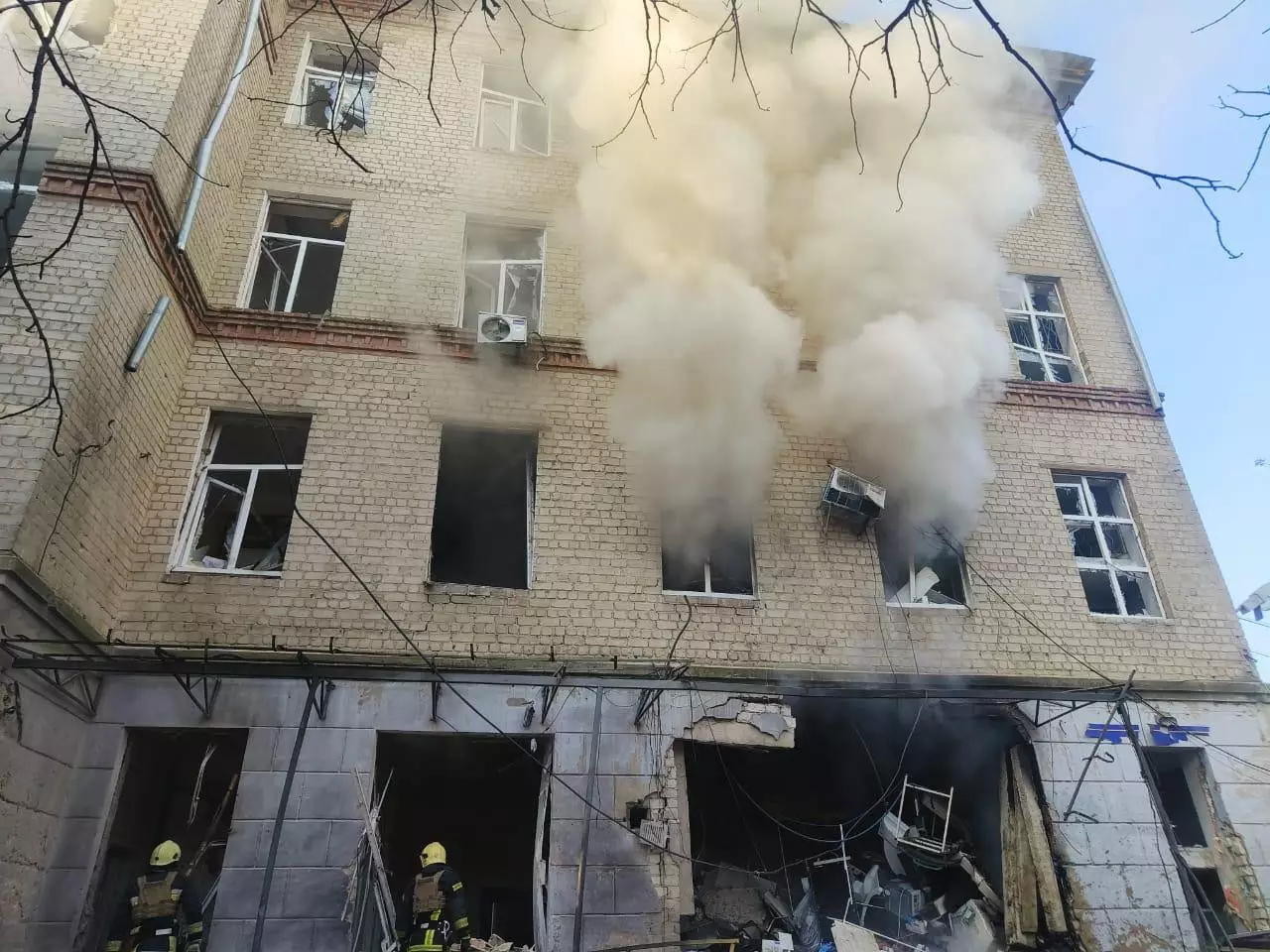
Krankenhausgebäude in Sumy nach dem russischen Luftangriff am 28. September

Bei einem russischen Luftangriff auf ein Krankenhaus in der Grenzstadt Sumy wurden nach ukrainischen Angaben 10 Menschen getötet und 12 Menschen verletzt.

## 29. September
In der ukrainischen Großstadt Saporischschja wurden mehrere Menschen durch russische Angriffe verletzt.
Das russische Verteidigungsministerium gab eine Meldung heraus, wonach insgesamt 125 ukrainische Drohnen bei der russischen Großstadt Woronesch, in den grenznahen Oblasten Belgorod und Rostow sowie vereinzelt in den Oblasten Brjansk, Kursk und Krasnodar abgeschossen worden seien. Beim Munitionsdepot Kotluban kam es zu Explosionen.
Im Vergleich zum Vorjahr hat Russland laut TASS knapp 70 Prozent mehr für den Militärhaushalt ausgegeben. Für 2025 ist eine weitere Steigerung um 23 Prozent geplant; das Budget soll dann rund ein Drittel des gesamten Staatshaushalts ausmachen.

## 1. Oktober

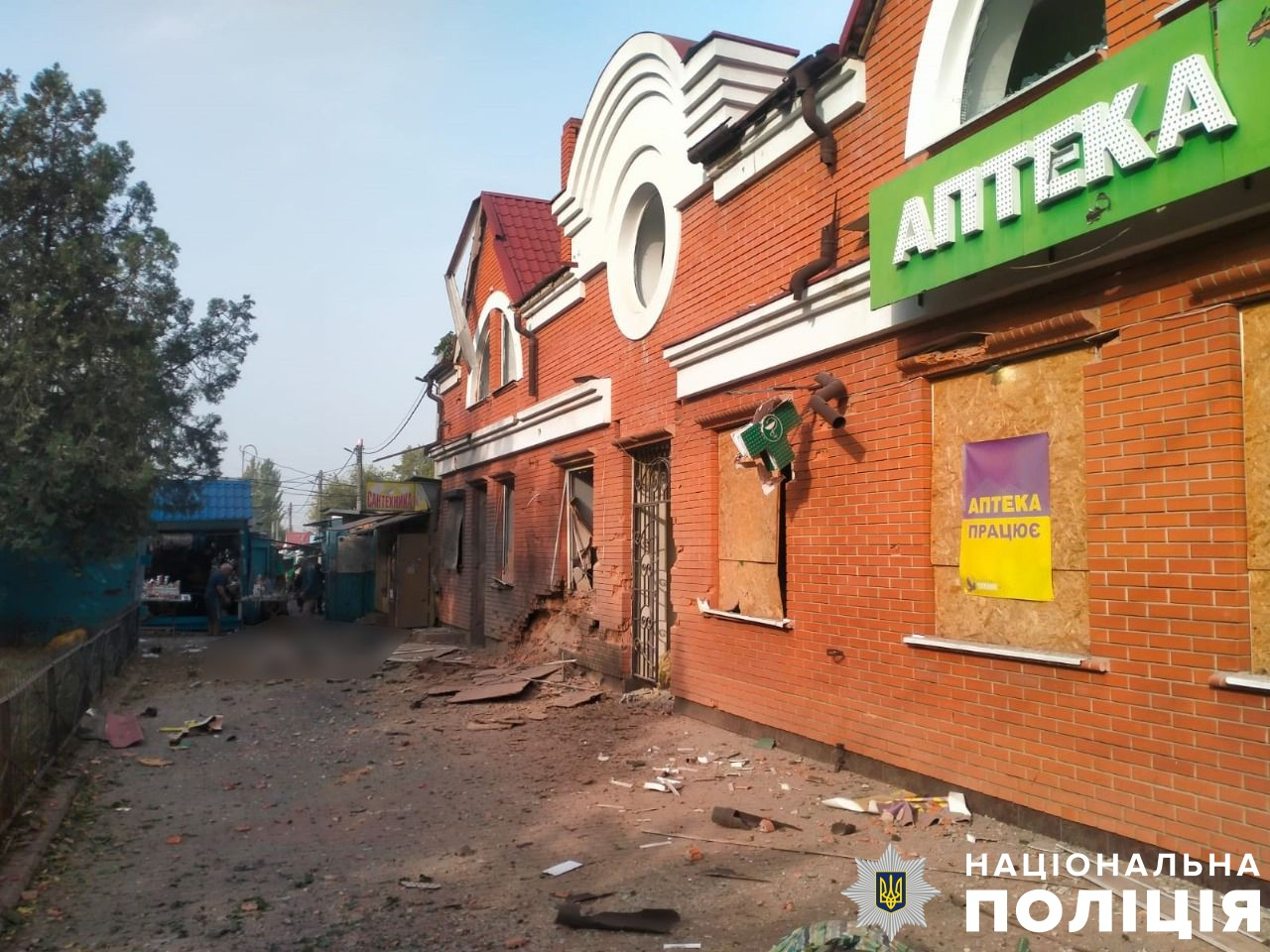
Apotheke in Cherson nach dem Angriff

Zum umkämpften Wuhledar wurde gemeldet, dass sich die Gefechte in den Stadtkern verlagerten bzw. russische Infanterie bis dahin vordrang.
Nach Angaben des ukrainischen Staatspräsidenten Wolodymyr Selenskyj hat die Ukraine in der ersten Jahreshälfte 2024 insgesamt 25-mal so viel Artilleriemunition und Mörser produziert wie im gesamten Jahr 2022.
Infolge russischen Beschusses auf einem Markt in Cherson wurden nach ukrainischen Angaben sechs Menschen getötet. Durch einen russischen Luftangriff auf ein Wohnhaus in Saporischschja wurde nach ukrainischen Angaben eine Person getötet und 24 weitere verletzt.
Im Rajon Pokrowsk in der Oblast Donezk wurden von den russischen Streitkräften 16 ukrainische Kriegsgefangene hingerichtet.

## 2. Oktober
Die ukrainische Armee gab bekannt, ihre Truppen aus der zerstörten Stadt Wuhledar zurückgezogen zu haben, da sonst die Gefahr bestanden hätte, dass sie samt Material eingekesselt worden wären.
Ein russischer Luftangriff auf ein Wohnhaus in Charkiw verletzte nach ukrainischen Angaben mindestens elf Menschen.
Der ukrainische Staatspräsident Wolodymyr Selenskyj erneuerte seine Forderung an die westliche Staatengemeinschaft, der Ukraine zu erlauben, westliche Langstreckenwaffen gegen militärische Ziele tief in russischem Staatsgebiet einzusetzen.
Der russische Staatspräsident Wladimir Putin unterzeichnete ein Gesetz, das es Angeklagten in Strafverfahren ermöglicht, einer Strafverfolgung zu entgehen, wenn sie dem Militär beitreten.

## 3. Oktober
Infolge russischen Beschusses ist nach ukrainischen Behördenangaben für etwa 260.000 Menschen im nördlichen Teil der Oblast Donezk die Wasserversorgung „auf unabsehbare Zeit“ ausgefallen. Betroffen seien die Städte Slowjansk, Kramatorsk, Druschkiwka, Kostjantyniwka sowie umliegende Gemeinden. Es seien zwei Anlagen des örtlichen Wasserversorgers stark beschädigt worden. Technisch sei eine Wiederaufnahme der Arbeit durch den Wasserversorger nicht kurzfristig möglich. An einer Ad-hoc-Lösung zur Gewährleistung einer Wasserversorgung werde gearbeitet.
Infolge russischen Beschusses ist ein Wohnhaus in der Großstadt Charkiw getroffen worden. Nach ukrainischen Angaben wurden mehrere Menschen verletzt.

## 4. Oktober
Die ukrainische Luftwaffe meldete, dass Russland in der Nacht mit 19 Drohnen kritische Infrastrukturen des Landes angegriffen habe. Russland meldete zwei angeblich durch ukrainische Drohnen verursachte Brände von Tanklagern in der Oblast Woronesch und in der Region Perm.

## 5. Oktober

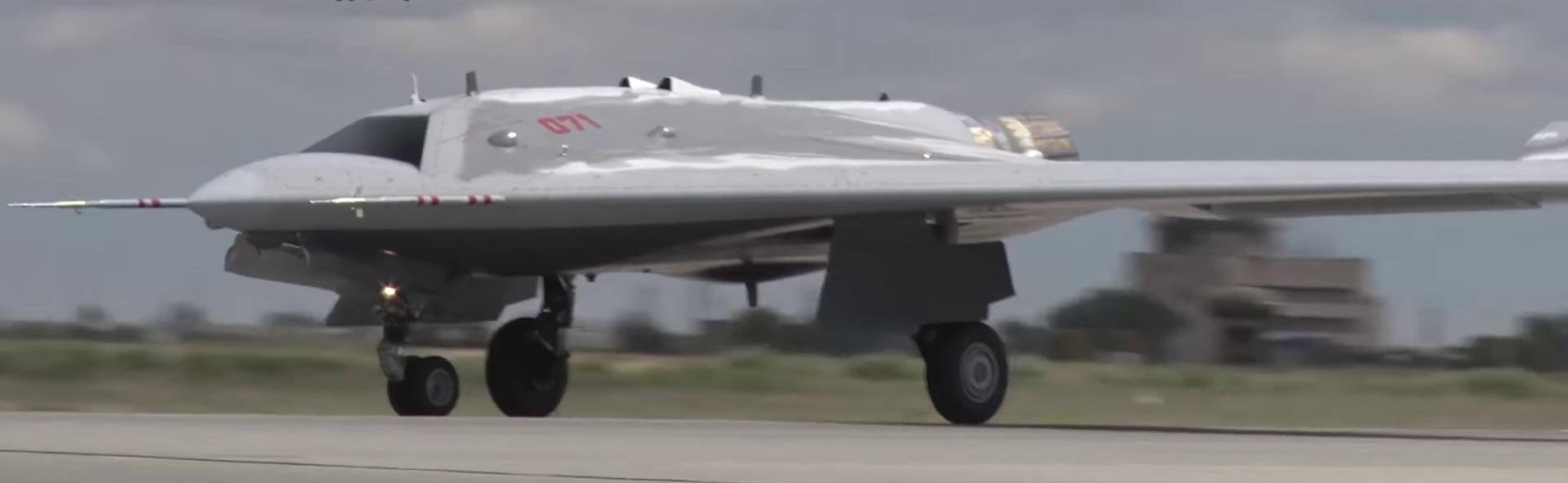
Eine Suchoi S-70

Ein bombentragender Prototyp des russischen unbemannten Tarnkappen-Kampfflugzeugs Suchoi S-70 wurde über der Ukraine durch einen russischen Kampfjet abgeschossen, vermutlich im Rahmen eines gemeinsamen Einsatzes und eines Kontrollverlusts über die Drohne. Die Maschine fiel in der Nähe von Kostjantyniwka auf ukrainisch kontrolliertes Territorium.

## 6. Oktober
Im Rajon Bachmut in der Oblast Donezk wurden von den russischen Streitkräften drei ukrainische Kriegsgefangene hingerichtet. Einer der verantwortlichen russischen Soldaten wurde später von ukrainischen Spezialkräften gefangen genommen.

## 8. Oktober
Bei einem russischen Gleitbombenangriff auf die Großstadt Charkiw sind nach Behördenangaben mindestens zwei Menschen getötet worden. Nach Behördenangaben wurde der Hafen von Odessa ebenfalls Ziel russischer Luftangriffe. Dabei sei mindestens eine Person getötet und fünf Personen verletzt worden.
Das ukrainische Militär meldete, dass russische Truppen in die Außenbezirke der ostukrainischen Frontstadt Torezk vorgedrungen sind.
Dem Chef des britischen Geheimdienstes MI5 zufolge versucht der russische Militärgeheimdienst GRU zunehmend, Russen in Europa für Sabotageakte auf europäische Verkehrswege zu gewinnen.

## 9. Oktober
Zwölf Balkanstaaten und die Türkei machten in ihrer Abschlusserklärung eines Treffens den Rückzug Russlands aus allen besetzten Gebieten zur Bedingung für einen dauerhaften Frieden und sprachen sich für einen NATO-Beitritt der Ukraine aus.
In der Oblast Odessa sind nach Behördenangaben sechs Menschen durch einen russischen Raketenangriff gestorben. Laut Angaben des ukrainischen Militärs beschoss Russland die Ukraine in der Nacht mit drei ballistischen Raketen und 22 Drohnen. Die Luftwaffe habe 21 Drohnen abgewehrt, die letzte sei nach Russland zurückgekehrt.
Für einen Bezirk der russischen Oblast Brjansk wurde der Ausnahmezustand verhängt, nachdem die Ukraine das Munitionsdepot Karatschew angegriffen hatte.

## 10. Oktober
Das ukrainische Militär meldete 114 Gefechte innerhalb eines Tages. 30 seien am Frontabschnitt und Eisenbahnknotenpunkt bei Lyman gezählt worden, wo die Ukraine noch einen kleinen Teil der Oblast Luhansk unter Kontrolle hat. Weitere Schwerpunkte der Angriffe seien die Abschnitte Pokrowsk und Kurachowe gewesen.
Russland wies Berichte ukrainischer Medien zurück, wonach einige Tage zuvor bei einem ukrainischen Angriff auf russische Truppen in der Region Donezk auch sechs aus Nordkorea stammende Soldaten getötet worden seien. Die südkoreanische Regierung erklärte, es sei sehr wahrscheinlich, dass Nordkorea im Rahmen seiner militärischen Kooperation mit Russland auch Soldaten zur Unterstützung der russischen Truppen schicke.
In der Nähe der Siedlung Seljony Schljach in der russischen Oblast Kursk wurden von den russischen Streitkräften neun ukrainische Kriegsgefangene hingerichtet.

## 11. Oktober
Durch einen russischen Luftangriff in der Oblast Odessa sind nach Behördenangaben vier Zivilisten getötet und zehn weitere verletzt worden.

## 13. Oktober
Ukrainische Fallschirmjäger wehrten nach Darstellung ihres Oberkommandos bei Kurachowe in der Ostukraine einen Angriff der russischen Streitkräfte ab. Mit Artillerie und Kamikaze-Drohnen seien sieben von etwa 25 russischen Schützenpanzern sowie zwei von fünf Kampfpanzern zerstört worden. Im ersten direkten Luftkampf dieser Typen gelang es dem Piloten einer ukrainischen F-16, mit Sidewinder-Lenkwaffen einen russischen Jagdbomber vom Typ Suchoi Su-34 abzuschießen.

## 16. Oktober
Der ukrainische Staatspräsident stellte vor dem ukrainischen Parlament seine als „Siegesplan“ bezeichnete Strategie zur Beendigung des Krieges vor. In den Tagen und Wochen zuvor hatte er seinen Plan bereits den Regierungen in Washington, London, Paris, Rom und Berlin präsentiert. Zum einen will die Ukraine weitere Kämpfe auf russisches Staatsgebiet tragen, um der Bevölkerung in Russland verstehen zu geben, dass der Angriffskrieg gegen die Ukraine auch zu ihrem Nachteil ist und sie daraufhin in Opposition zur russischen Regierung tritt. Außerdem soll der Westen die Reichweitenbegrenzung der an die Ukraine gelieferten Waffen aufheben bzw. der Ukraine erlauben, ihre vom Westen erhaltenen Waffen gegen militärische Ziele tief im Landesinneren von Russland einsetzen zu dürfen. Des Weiteren soll die westliche Staatengemeinschaft russische Luftangriffe auf die Ukraine abwehren. Auch ist die Aufnahme der Ukraine in die NATO ein Bestandteil des Plans. Selenskyj bot im Gegenzug die Rohstoffe bzw. Bodenschätze seines Landes an. Sollte der Plan nicht umgesetzt werden, könnten laut Selenskyj die Rohstoffe in den Besitz von Russland übergehen. Der letzte Punkt bezieht sich auf die Zeit nach dem Krieg; er sieht vor, dass einzelne in Europa stationierte US-amerikanische Truppen durch ukrainische Einheiten ersetzt werden. Neben den genannten fünf Punkten enthält der Plan drei geheime Zusätze, die laut Selenskyj sonst nur die genannten westlichen Regierungen kennen. Der im Oktober 2024 zum NATO-Generalsekretär ernannte niederländische Politiker Mark Rutte erklärte, er könne noch nicht den ganzen Plan unterstützen, ohne jedoch konkreter zu werden.
In der Nacht auf den 16. Oktober griff Russland nach ukrainischen Angaben Kiew und andere Städte mit 136 Drohnen und drei Raketen an. Insgesamt seien 14 Oblaste betroffen gewesen.

## 17. und 18. Oktober
Auf dem EU-Gipfel teilte der ukrainische Staatschef Selenskyj den Regierungschefs der EU in Bezug auf seinen vortags vorgestellten Siegesplan mit, dass sich die Ukraine, sollte sie nicht Teil der NATO werden können, atomar wiederbewaffnen werde. Selenskyj erklärte, die Ukraine werde lieber der NATO beitreten, als sich wieder Atomwaffen zu beschaffen. US-Präsidentschaftskandidat Donald Trump habe diese Argumentation als fair bezeichnet. Das Völkerrecht erlaubt der Ukraine drei Monate nach einem öffentlich erklärten und begründeten Austritt aus dem Atomwaffensperrvertrag die nukleare Neubewaffnung. Noch am selben Tag revidierte Selenskyj seine Ankündigung. Der russische Staatspräsident Wladimir Putin drohte, sein Land werde für den Fall, dass die ukrainische Regierung „Schritte“ hin zu einer atomaren Wiederbewaffnung unternimmt, eine „angemessene Reaktion“ folgen lassen.
Ukrainische Medien, wie auch der ukrainische Staatspräsident, berichteten, dass Nordkorea 10.000 Soldaten nach Russland entsendet oder entsendet hat, um Russland im Krieg gegen die Ukraine zu unterstützen. Der südkoreanische Geheimdienst NIS soll herausgefunden haben, dass eine Entsendung von 12.000 nordkoreanischen Soldaten für einen Kriegseinsatz gegen die Ukraine geplant sei. Sie seien mit gefälschten russischen Pässen ausgestattet worden und hätten russische Waffen und Uniformen erhalten.
Nach eigenen Angaben eroberte die russische Armee ukrainisch besetzte Dörfer in der Region Kursk zurück. Dabei ziele die russische Taktik darauf ab, das ukrainische Besatzungsgebiet in mehrere Kessel zu teilen.
Einer repräsentativen Umfrage des Ifo Institut für Wirtschaftsforschung zufolge hat ein Viertel der ukrainischen Kriegsflüchtlinge in Europa nicht vor, in die Heimat zurückzukehren.
Der Militärexperte Franz-Stefan Gady ist der Ansicht, dass Russland nach einem Kriegsende aufgrund seiner im Krieg gemachten Erfahrungen gegenüber westlichen Armeen im Vorteil sein werde, was beispielsweise moderne Taktik und Nahkampf betreffe. Er warnte auch vor falschen Schlüssen im Westen; in Deutschland und anderen westlichen Ländern werde „ganz stark auf klassische Waffensysteme geschaut und diese […] bestellt, vor allem Panzer und Artillerie“. Vor dem Krieg habe Russland „keine nennenswerte Drohnenindustrie“ besessen, nun sei es „bei Loitering-Munition und KI-unterstützten Drohnen im Vorteil“.

## 19. Oktober
Selenskyj stellte tags darauf klar, die Ukraine wolle keine Kernwaffen, hielt sich aber die Option offen. Ihm sei wichtig, richtig verstanden zu werden. Er habe beim EU-Gipfel erklärt: „Entweder verfügt die Ukraine über Nuklearwaffen, die ihr als Schutz dienen, oder sie muss Mitglied in einer Allianz sein.“ Er habe auch nie darüber gesprochen, dass die Ukraine den Bau von Atomwaffen vorbereite.
Nach Angaben von Selenskyj gibt es unter den USA, Großbritannien, Frankreich, Italien und Deutschland keine einheitliche Meinung über die Frage des Einsatzes weitreichender Waffen gegen Ziele tief im russischen Staatsgebiet. Vor allem die deutsche Bundesregierung sperrt sich laut Selenskyj weiterhin dagegen, da sie dann die Lieferung deutscher Mittel- und Langstreckenwaffen (Taurus) genehmigen müsste.
Nach ukrainischen Angaben hat der Seehandel der Ukraine 70 Prozent des Vorkriegsniveaus erreicht.
Russische Luftangriffe führten in 15 der 24 ukrainischen Oblaste zu Luftalarm. In der Stadt Sumy wurden durch Gleitbomben mehrere Menschen verletzt. Auch wurden Teile der Energieinfrastruktur zerstört.

## 20. Oktober
Das russische Swerdlow-Werk in der Oblast Nischni Nowgorod wurde von der Ukraine mit Drohnen angegriffen. Das Werk liegt etwa 750 Kilometer von der Grenze entfernt im Landesinneren. Nach Angaben des russischen Verteidigungsministeriums wurden insgesamt 110 ukrainische Drohnen über Russland durch Flugabwehreinheiten zerstört. Eine Drohne sei über Moskau abgefangen worden, 43 über der Grenzoblast Kursk und 27 über der Oblast Lipezk. Der ukrainische Generalstab bestätigte Angriffe auf einen Militärflugplatz in der Oblast Lipezk.

## 21. Oktober
Nach ukrainischen Angaben wurden bei russischen Luftangriffen auf Kiew, die Stadt Krywyj Rih und die Oblast Lwiw mindestens 17 Menschen verletzt. In der ukrainischen Oblast Sumy griff Russland nach Angaben des örtlichen Energieversorgers Sumyoblenergo auch eine Energieanlage an, wodurch 37.000 Haushalte betroffen seien. Meldungen über die Anzahl der von Russland gestarteten Drohnen (49 oder 116) widersprechen sich.
Nach Angaben des südkoreanischen Geheimdienstes NIS sollen nach Russland entsandte nordkoreanische Soldaten nicht unter nordkoreanischer Flagge gegen die Ukraine kämpfen, sondern russische Uniformen sowie Falschidentitäten erhalten, um ihre wahre Herkunft zu verschleiern. Nordkoreanische Soldaten sollen von ihren russischen Ausbildern für mehrere Tage ohne Verpflegung in ihren Stellungen in einem Waldgebiet bei Kursk zurückgelassen worden sein. Sie verließen unerlaubt die Stellungen, um nach russischen Kommandostellen zu suchen, und wurden nach einem Fußmarsch von etwa 60 Kilometern von russischen Kräften festgenommen.
Das ISW berichtete erneut über die Erschießung ukrainischer Kriegsgefangener und den Einsatz des Grünkreuz-Kampfstoffes Chlorpikrin durch russische Truppen Mitte Oktober 2024.
Nach Angaben der Vereinten Nationen sind bis zu 23 Prozent der Fläche der Ukraine vermint oder mit nicht explodierten Kampfmitteln kontaminiert. Es sei damit das am stärksten verminte Land der Welt.

## 24. Oktober
Nach Angaben des ukrainischen Militärgeheimdienstes sind erste nordkoreanische Truppen für Russland im Kriegseinsatz; Soldaten des nordkoreanischen Bündnispartners, die laut dem südkoreanischen Geheimdienst NIS mit gefälschten russischen Pässen bzw. Identitäten und Uniformen ausgestattet wurden, seien seit dem 23. Oktober im Kampfgebiet der russischen Oblast Kursk eingesetzt. Laut dem NIS sind bisher 3000 nordkoreanische Soldaten in Russland eingetroffen. Der ukrainische Geheimdienst sprach von 12.000 nordkoreanischen Soldaten in Russland, davon 500 Offiziere und drei Generäle.
Bei einer Pressekonferenz in Kasan antwortete Putin auf Fragen nach den Berichten über Tausende nordkoreanische Soldaten in Russland, man habe mit Nordkorea einen Vertrag über eine strategische Partnerschaft ratifiziert, in dem es einen Passus zur gegenseitigen militärischen Hilfe gebe. Weiter sagte er: „Wir haben nie daran gezweifelt, dass die nordkoreanische Führung unsere Vereinbarungen ernst nimmt. Was und wie wir im Rahmen dieses Artikels tun werden, ist unsere Sache.“

## 25. und 26. Oktober
Bei einem russischen Luftangriff auf die Stadt Dnipro wurden nach ukrainischen Behördenangaben am 25. Oktober sieben Menschen getötet und mindestens neun weitere verletzt. Getroffen worden seien Wohnhäuser und eine medizinische Einrichtung. Die ukrainische Luftwaffe teilte mit, dass Russland an jenem Tag 91 Kampfdrohnen, drei ballistische Raketen und zwei Marschflugkörper gegen die Ukraine eingesetzt habe. 44 der Drohnen seien von der Luftabwehr abgefangen worden.
Der ukrainische Staatspräsident Wolodymyr Selenskyj forderte die westliche Staatengemeinschaft einmal mehr wegen der andauernden Attacken durch Russland und wegen dem Kriegseintritt Nordkoreas zu militärischem Beistand bzw. zu einer sofortigen Einladung in die NATO auf. Allein in der vorherigen Woche haben die russischen Streitkräfte laut Selenskyj mehr als 1100 Angriffe mit Gleitbomben und mehr als 560 Drohnenattacken gegen die Ukraine geflogen.
Dem Bevölkerungsfonds der Vereinen Nationen zufolge ist die Bevölkerung in der Ukraine seit Kriegsbeginn um acht Millionen Menschen zurückgegangen.

## 29. Oktober
Das russische Verteidigungsministerium meldete die Einnahme der Donezker Städte Selydowe, Hirnyk und Kateryniwka durch russische Truppen.
Der Sicherheitsrat der Ukraine kündigte an, von November bis Januar 2025 weitere 160.000 Männer für das Militär zu rekrutieren. Seit dem Überfall traten insgesamt 1,05 Millionen Menschen den Streitkräften bei. Nach Schätzungen der Financial Times sind noch 3,7 Millionen ukrainische Männer mobilisierbar.

## 30. Oktober

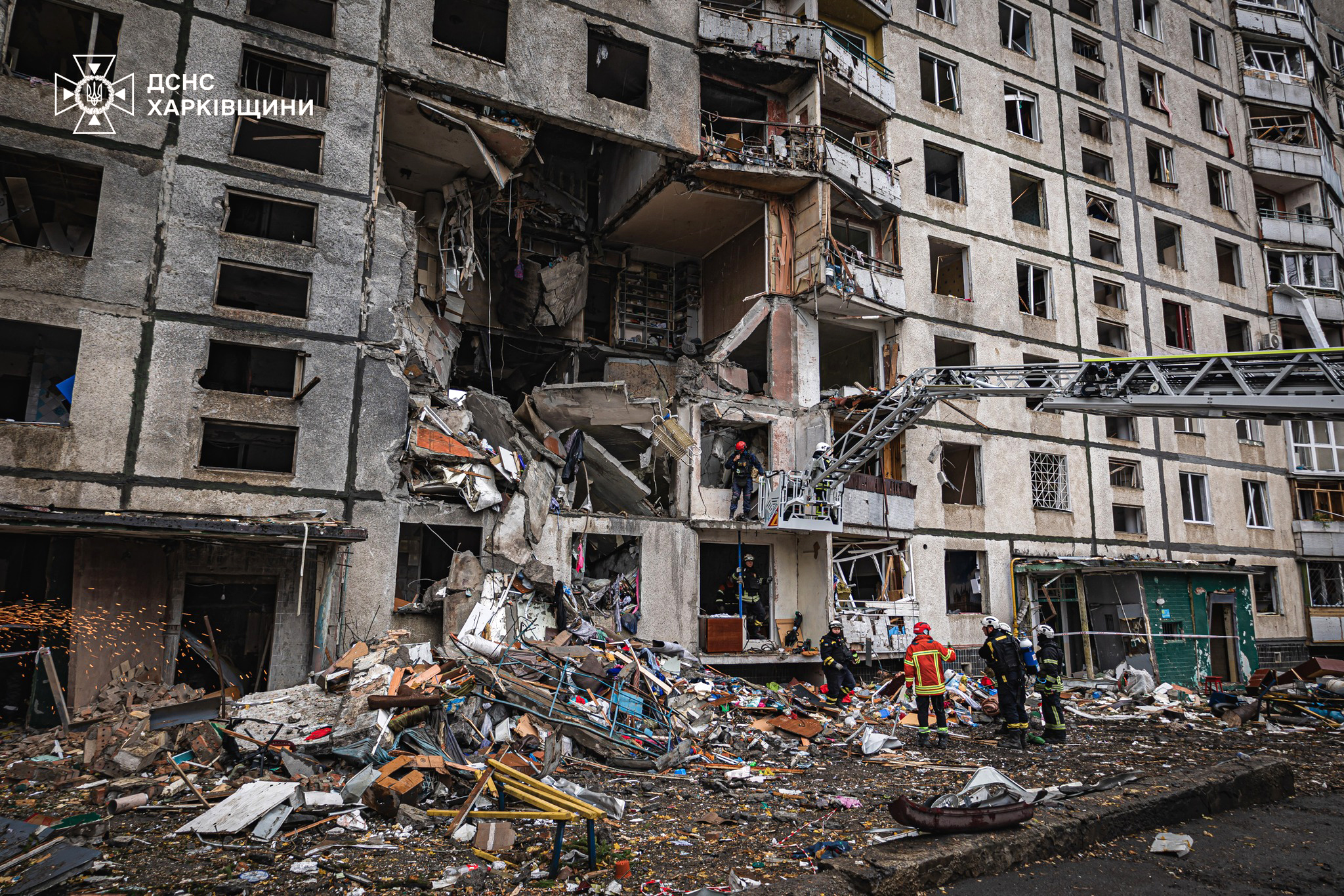
Haus in Charkiw nach einem russischen Luftangriff am 30. Oktober 2024

Die Regierungen von Südkorea und den Vereinigten Staaten forderten die nordkoreanische Staatsführung auf, Russland keine Soldaten zur Verfügung zu stellen bzw. die nordkoreanischen Soldaten aus Russland abzuziehen. Die ukrainische Regierung berichtete dem UN-Sicherheitsrat, dass nach ihren Erkenntnissen etwa 500 Offiziere (darunter mindestens drei Generäle) unter den nordkoreanischen Soldaten seien. Dem UN-Sicherheitsrat wurde außerdem seitens der Ukraine mitgeteilt, dass mindestens fünf nordkoreanische Brigaden (jeweils etwa 2000 bis 3000 Soldaten) den russischen Streitkräften unterstellt bzw. in sie eingegliedert werden sollen. Nach Erkenntnissen der US-Regierung sind 10.000 nordkoreanische Soldaten in Russland, davon bis zu 8000 in der umkämpften russischen Grenzregion Kursk.
Bei einem russischen Drohnenangriff auf Kiew am Morgen sind nach ukrainischen Angaben mindestens neun Menschen verletzt worden.
Bei einem russischen Luftangriff auf Charkiw am Abend sind nach Behördenangaben mindestens zwei Menschen getötet und 34 weitere Menschen verletzt worden.

## 1. November
Bei einem Treffen mit dem russischen Außenminister Sergei Lawrow in Moskau kündigte die nordkoreanische Außenministerin Choe Son-hui an, dass ihr Land Russland bis zum Ende des Krieges militärisch unterstützen werde.
Wegen der Folter von Zivilisten hat ein von den Vereinten Nationen unterstütztes Expertengremium Russland bei dessen Vorgehen in der Ukraine Verbrechen gegen die Menschlichkeit vorgeworfen. In allen unter ihre Kontrolle geratenen ukrainischen Provinzen sowie in den Hafteinrichtungen der Russischen Föderation hätten die russischen Behörden Folterverbrechen verübt. Die meisten Kriegsgefangenen hätten davon berichtet, sexueller Gewalt und Leibesvisitationen ausgesetzt gewesen und über lange Zeiträume zu Nacktheit gezwungen worden zu sein; auch würden sie unter anhaltenden psychischen Traumata leiden.
Durch einen russischen Luftangriff auf eine Polizeistation in der Großstadt Charkiw wurde nach ukrainischen Angaben ein Polizist getötet, 26 weitere Polizisten sowie vier Zivilisten verletzt.

## 2. November
Der ukrainische Präsident Selenskyj warf den westlichen Partnern Untätigkeit im Umgang mit den nach Russland entsandten nordkoreanischen Truppen vor. Die Lager, in denen die Nordkoreaner dort geschult würden, seien bekannt und könnten von der Ukraine angegriffen werden, doch es fehle die Erlaubnis der Verbündeten, mit Langstreckenwaffen aus westlicher Produktion Ziele in Russland ins Visier zu nehmen. Die Ukrainer würden gezwungen sein, sich gegen die nordkoreanischen Soldaten zu verteidigen, so Selenskyj, und die Welt werde nur „wieder zusehen“.
Das Kiel Institut für Weltwirtschaft errechnete, dass ein Stopp deutscher Militärhilfen an die Ukraine, die von Februar 2022 bis August 2024 insgesamt 10,6 Milliarden Euro betragen haben, und ein russischer Sieg Deutschland das 10- bis 20-Fache kosten könnte. Als Gründe nennt die Studie einen verstärkten Zustrom Flüchtender und damit verbundene Kosten, eine Steigerung der deutschen Beiträge zur Sicherheit Europas sowie Kosten durch Handelsunterbrechungen und den Verlust von Direktinvestitionen in der Ukraine. Dazu kämen noch indirekte Belastungen aus dem Wegfall der westlichen Abschreckung, was das Risiko zukünftiger Konflikte erhöhe, sowie Verluste durch entgangene Handels- und Wachstumsmöglichkeiten.

## 3. November
Der ehemalige russische Staatspräsident Dmitri Medwedew behauptete, dass der Ausgang der US-Wahlen 2024 nichts für Russland ändern würde, „denn die Positionen der Kandidaten spiegeln den überparteilichen Konsens wider, dass unser Land besiegt werden muss“.
Nach Angaben des militärischen Befehlshabers der ukrainischen Streitkräfte, Oleksandr Syrskyj, halten seine Streitkräfte „eine der stärksten russischen Offensiven davon ab, eine großangelegte Invasion zu starten“. Der ukrainische Generalstab meldete, dass innerhalb eines Tages 110 infanteristische oder mechanisierte Vorstoßversuche gezählt worden seien, davon etwa die Hälfte im Frontabschnitt der Donezker Stadt Kurachowe und 20 bei Pokrowsk.
Bei einem russischen Drohnenangriff auf die ukrainische Hauptstadt Kiew sind laut örtlichen Behörden mehrere Gebäude, Straßen und Stromleitungen beschädigt worden. Nach Angaben des ukrainischen Staatspräsidenten verwendeten die russischen Streitkräfte bei ihren Luftangriffen auf die Ukraine in der Woche zuvor 900 Bomben, 500 Drohnen und 30 Raketen und Marschflugkörper. Die meisten Luftangriffe seien gegen zivile und kritische Infrastruktur gerichtet gewesen. Staatspräsident Selenskyj behauptete, dass diese Angriffe bei ausreichender Unterstützung hätten unterbunden werden können.

## 6. November
Der Oberbefehlshaber der ukrainischen Armee Oleksandr Syrskyj teilte mit, dass die Streitkräfte seit Beginn ihrer Offensive in der russischen Oblast Kursk im August 2024 717 russische Soldaten in ihre Gewalt gebracht hätten. Laut dem ukrainischen Staatschef Selenskyj war ein Ziel der Offensive, die Zahl russischer Kriegsgefangener zu erhöhen, die gegen gefangene ukrainische Soldaten ausgetauscht werden können.
Laut der Ukraine gab es in der russischen Grenzregion Kursk erstmals Zusammenstöße ukrainischer und nordkoreanischer Truppen. Der ukrainische Verteidigungsminister Rustem Umjerow sagte in einem Interview mit einem südkoreanischen Fernsehsender, die Nordkoreaner würden sich getarnt als Angehörige des sibirischen Volkes der Burjaten in die russische Armee einreihen, daher seien sie schwierig zu identifizieren. Einem Bericht der New York Times vom Vortag zufolge, der sich auf ukrainische und US-Beamte berief, war der Einsatz nordkoreanischer Soldaten begrenzt und sollte wohl die ukrainische Seite auf Schwächen hin testen. Eine beträchtliche Anzahl nordkoreanischer Soldaten sei bei dem Zusammenstoß getötet worden.
Generalmajor Pavel Klimenko, Kommandeur einer russischen Brigade, wurde beim Angriff einer Drohne an der Front getötet.

## 8. November
Erstmals seit Anfang 2023 trafen sich die Menschenrechtsbeauftragten von Russland und der Ukraine; bei dem Treffen in Belarus wurden unter anderem die Leichen oder sterblichen Überreste von Gefallenen und Briefe Kriegsgefangener ausgetauscht.

## 10. November
Nach ukrainischen und US-amerikanischen Regierungsangaben stehen die russischen Streitkräfte bei den Kämpfen in der Oblast Kursk vor dem Beginn einer Gegenoffensive. Dazu wurden 50.000 Soldaten zusammengezogen, die sich zum Teil aus Nordkoreanern zusammensetzen.
Die russischen Streitkräfte erlitten laut dem britischen Verteidigungsexperten Tony Radakin im Oktober 2024 die schwersten Verluste seit Kriegsbeginn. Jeden Tag im Oktober seien durchschnittlich 1500 russische Soldaten gefallen oder verwundet worden. Damit seien die russischen Verluste im Krieg auf 700.000 Tote und Verletzte angestiegen.
Bei nächtlichen russischen Luftangriffen auf die Ukraine wurden nach ukrainischen Angaben 145 Drohnen eingesetzt. Zu 62 der Drohnen sei ein Abschuss gesichert, weitere 67 seien von Radarschirmen verschwunden und weitere zehn in Richtung Russland, Moldau und Belarus geflogen. Durch die Angriffe sind nach Regierungsangaben mehrere Gebäude beschädigt und Menschen verletzt worden. Der Bürgermeister von Moskau Sergei Sobjanin meldete ukrainische Drohnenangriffe auf Moskau. Das russische Verteidigungsministerium behauptete, die russische Flugabwehr habe 70 Drohnen abgeschossen.

## 11. November
Der österreichische Militärexperte und Historiker Markus Reisner wies darauf hin, dass die westlichen Unterstützerstaaten der Ukraine bis Ende 2023 eine Million Artilleriegranaten zu liefern versprachen und davon bis Sommer 2024 tatsächlich nur 650.000 geliefert hatten. Dagegen hat Russland im Jahr 2024 von Nordkorea in zwei Lieferungen jeweils drei Millionen Artilleriegranaten erhalten.
Der bei der umkämpften Stadt Kurachowe liegende Damm des Kurachower Stausees ist zerstört worden, wobei sich beide Kriegsparteien gegenseitig für dessen Zerstörung verantwortlich machten. Kurachowe steht vor einer Umschließung durch russische Truppen.

## 12. November
In der russischen Bevölkerung blieb die Unterstützung für den russischen Militäreinsatz in der Ukraine laut einer repräsentativen Umfrage des Lewada-Zentrums auch im Jahr 2024 unverändert hoch.
Nach Angaben des ukrainischen Militärs hat sich die russische Armee in den vorherigen Wochen an der südlichen Front, bei Wremiwka, Huljajpole und Robotyne auf einen umfassenden Angriff „in mehrere Richtungen vor, insbesondere in Richtung Saporischschja“ vorbereitet. So hätten sich die russischen Streitkräfte dort personell und materiell verstärkt und täglich Aufklärungsoperationen unternommen. Das ukrainische Militär behauptete, auf Angriffe dort vorbereitet zu sein.
Bei einem russischen Angriff auf die ukrainische Stadt Krywyj Rih wurden eine Mutter und ihre drei Kinder getötet.
In einem Tanklager in Stary Oskol in der westrussischen Oblast Belgorod gab es offenbar durch einen ukrainischen Drohnenangriff einen Brand.
Der ukrainische Präsident Selenskyj schrieb auf Telegram, dass die Ukraine durch ihre seit August 2024 dauernde Offensive in der russischen Oblast Kursk rund 50.000 russische Soldaten im dortigen Frontgebiet binde, die somit nicht an anderen Fronten auf ukrainischem Gebiet eingesetzt werden könnten.

## 13. November

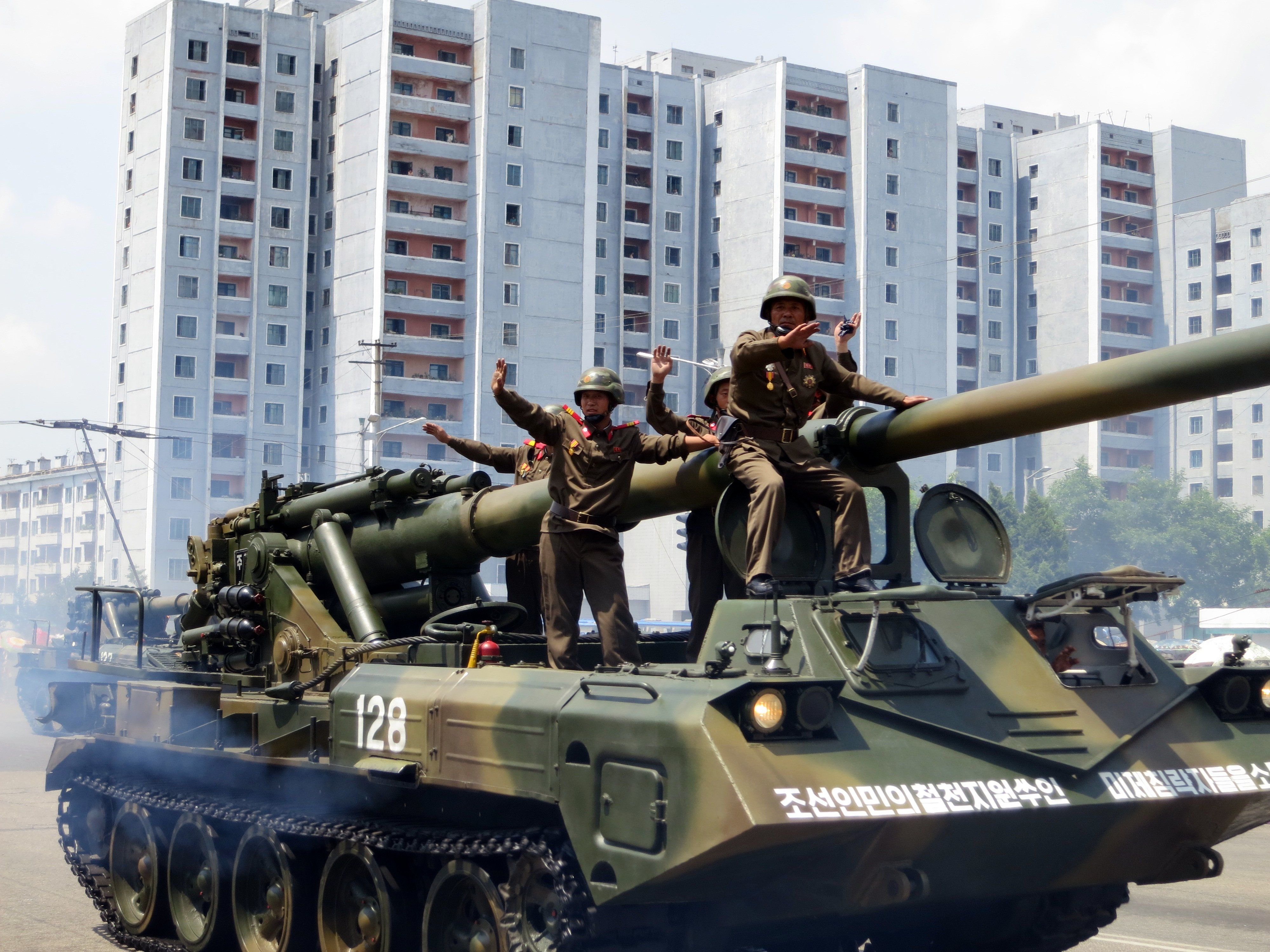
Nordkoreanische M1989 Koksan (2013)

Aus Kreisen des ukrainischen Inlandsgeheimdienstes SBU verlautete, der Dienst bekenne sich zur gezielten Tötung des hochrangigen russischen Marineoffiziers Waleri Trankowski am selben Tag mittels einer Autobombe in Sewastopol auf der besetzten Krim. Trankowski sei Kapitän ersten Ranges, Chef des Stabes und Kommandeur der 41. Raketenschiff-Brigade der russischen Schwarzmeerflotte gewesen. Trankowski habe mehrere Raketenangriffe auf zivile ukrainische Ziele befohlen, darunter einen auf Winnyzja am 14. Juli 2022.
Nordkorea weiterte seine Unterstützung für Russland aus – so erhielt Russland knapp 50 schwere Artilleriegeschütze des Typs M-1978 Koksan, eine Selbstfahrlafette der nordkoreanischen Armee sowie knapp 20 Mehrfachraketenwerfer.

## 15. November
Erstmals nach zwei Jahren telefonierte der deutsche Bundeskanzler Olaf Scholz wieder mit dem russischen Präsidenten Wladimir Putin. Dabei habe er Putin dazu aufgefordert, seine Truppen aus der Ukraine abzuziehen. „Das Gespräch war sehr detailliert, trug aber zu der Erkenntnis bei, dass sich an der Haltung des russischen Präsidenten zum Krieg wenig geändert hat“, sagte Scholz gegenüber Reportern. Das Telefonat wurde von der ukrainischen Regierung als Öffnen der „Büchse der Pandora“ sowie aus den Reihen der Union und der Grünen als Zeichen der Schwäche kritisiert.

## 17. November
US-Präsident Joe Biden genehmigte der Ukraine, von den USA gelieferte Kurz- bis Mittelstreckenwaffen des Typs ATACMS gegen militärische Ziele auf russischem Staatsgebiet einzusetzen. Die New York Times berichtete unter Berufung auf Regierungskreise, dass die Raketen zunächst gegen russische und nordkoreanische Soldaten in der russischen Oblast Kursk eingesetzt werden dürfen. Die Genehmigung erfolgte, nachdem die Ukraine erneut – zum unzähligen Male – von massiven russischen Luftangriffen heimgesucht worden war. Nach ukrainischen Angaben setzte Russland dabei 120 Raketen und 90 Drohnen ein. Durch die Angriffe, die unter anderem Wohnhäuser trafen, wurden nach ukrainischen Angaben mehrere Zivilisten getötet und verletzt. Bidens Entscheidung soll auf die zunehmende Unterstützung Russlands durch Nordkorea zurückgehen; als weiterer Hintergrund der Ankündigung Bidens wurde auch der zum 20. Januar 2025 anstehende Machtwechsel im Weißen Haus vermutet, da erwartet wird, dass Donald Trump die Unterstützung für die Ukraine zurückfahren wird, und Biden die militärische Position der Ukraine für eventuelle Verhandlungen stärken wolle.

## 18. November

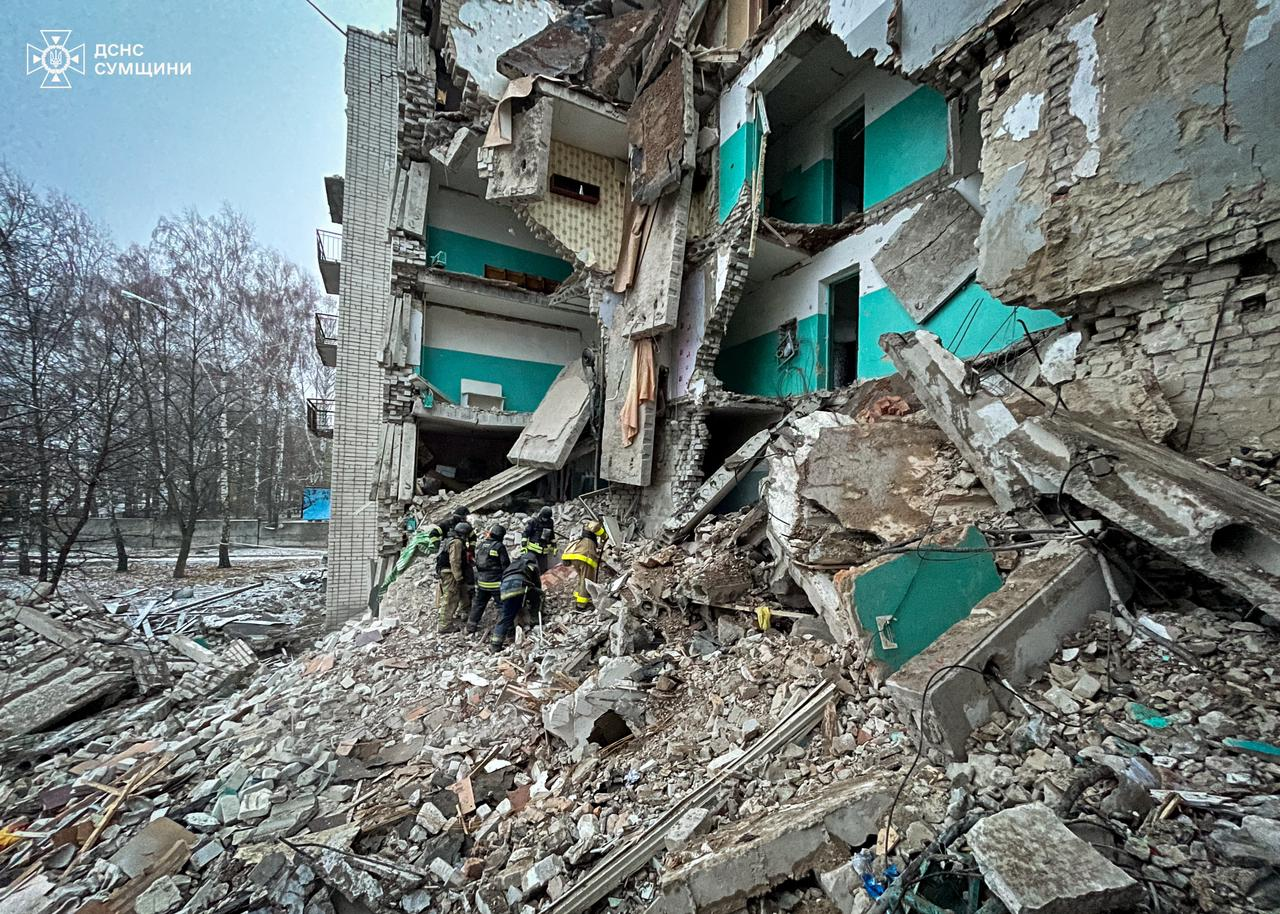
Zerstörungen in Hluchiw infolge eines russischen Luftangriffs am 18. November

Bei zwei russischen Luftangriffen auf Odessa und Hluchiw sind nach ukrainischen Angaben 22 Menschen getötet und 58 Menschen verletzt worden.

## 19. November
Das ukrainische Militär griff nach Angaben des russischen Verteidigungsministeriums erstmals mit US-amerikanischen Raketen Ziele auf russischem Territorium an. Der russische Außenminister Sergei Lawrow behauptete, dass jene angeblich eingesetzten Raketen des Typs ATACMS nicht ohne Beteiligung von US-Amerikanern eingesetzt werden könnten. Der russische Staatspräsident Wladimir Putin ratifizierte eine aktualisierte Nukleardoktrin seines Landes. Darin wurde unter anderem festgeschrieben, dass Russland Atomwaffen auch zur Abschreckung einsetzen könnte. Darüber hinaus hält die aktualisierte Nukleardoktrin fest, dass eine gegen Russland gerichtete Unterstützung der „Aggression eines Staates, der nicht über Atomwaffen verfügt“, als Angriff auf Russland gewertet werden kann, wenn jene Unterstützung durch eine Atommacht erfolgt.
US-Präsident Joe Biden genehmigte der Ukraine die Verwendung von M18 Claymore-Landminen. Da es sich bei den an die Ukraine gelieferten Exemplare um solche mit Fernzündung handelt, verletzt die Ukraine bei einem Einsatz jener Antipersonenminen nach US-Sichtweise nicht die Ottawa-Konvention, die die Ukraine ratifiziert hat. Der Einsatz von Claymores – die laut US-Weisung nicht in dicht besiedelten Gebieten eingesetzt werden dürfen – soll auf die Ostukraine beschränkt bleiben und das Vorrücken russischer Truppen in jener Region verlangsamen. Mit dessen Einsatz folgen die ukrainischen Streitkräfte den russischen Streitkräften – die bereits Antipersonenminen in diesem Krieg eingesetzt haben – in der Kriegsführung nach.

## 20. November
Berichten zufolge hat die Ukraine erstmals britische Storm-Shadow-Marschflugkörper gegen Ziele auf russischem Territorium eingesetzt. Dabei soll es sich um den Angriff auf ein russisches Hauptquartier in der Region Kursk handeln. Die britische Regierung erklärte, dies nicht zu kommentieren. Laut Bloomberg und dem Guardian genehmigten die Briten der Ukraine den Einsatz gegen Ziele auf russischem Staatsgebiet. Die Entscheidung des Vereinigten Königreichs sei eine Reaktion auf Nordkoreas Unterstützung Russlands, die die britische Regierung als Eskalation betrachte. Nach südkoreanischen Angaben sollen sich mittlerweile etwa 11.000 nordkoreanische Soldaten in der russischen Region Kursk nahe der Ukraine aufhalten, wo sie zusammen mit russischen Fallschirmjäger- und Marineinfanterieeinheiten eingesetzt würden. Ukrainische Behörden machten neue Fälle möglicher Hinrichtungen ukrainischer Kriegsgefangener durch russische Soldaten öffentlich.

## 21. November

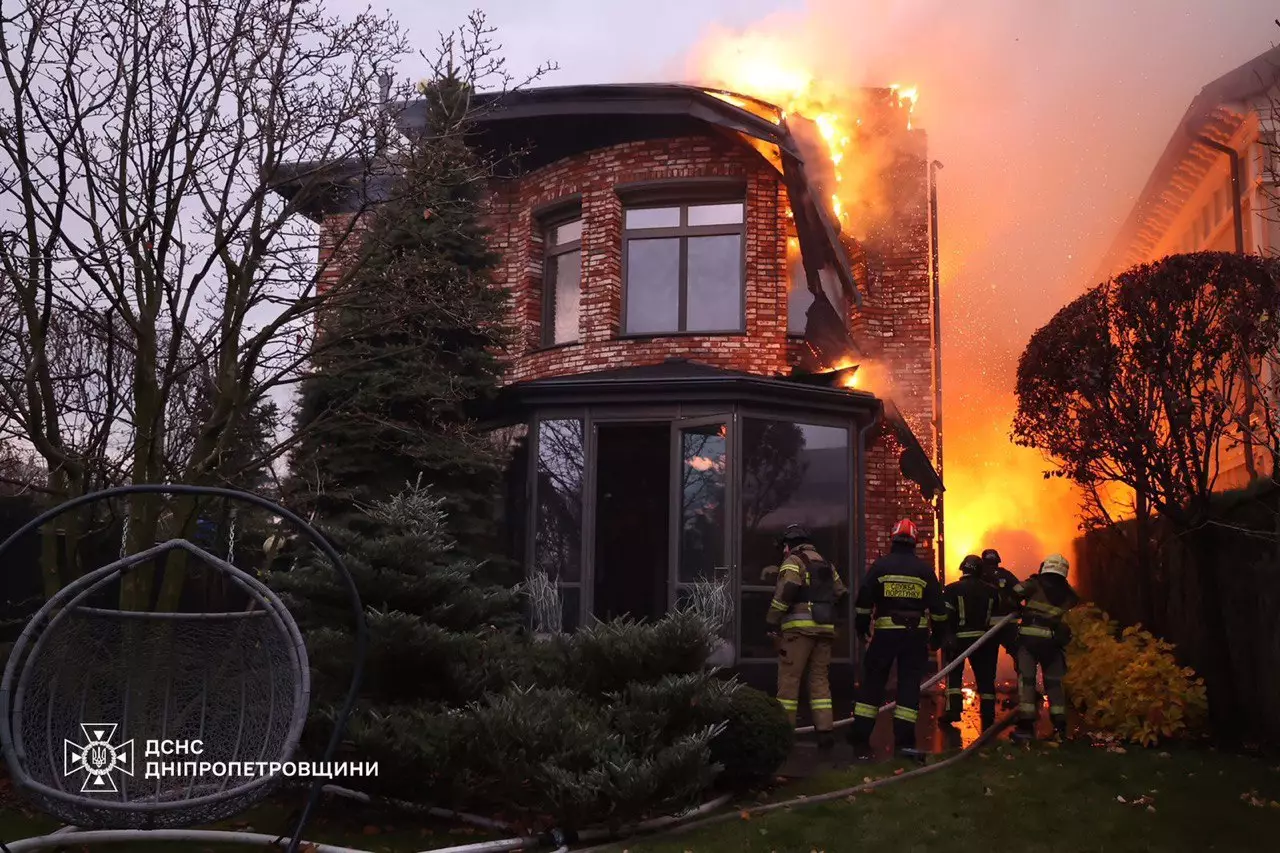
Haus in Dnipro nach dem russischen Luftangriff am 21. November

Die Streitkräfte Russlands griffen die Stadt Dnipro mit einem Flugkörper an, der nach ukrainischer Darstellung auf eine Interkontinentalrakete hindeutet. Es wäre laut der ukrainischen Behauptung das erste Mal, dass Russland einen solchen Raketentyp im Krieg einsetzt. Nach dem russischen Raketeneinsatz gab der russische Staatspräsident Wladimir Putin ein Statement, in dem er behauptete, dass die jüngsten ukrainischen Angriffe mit westlichen Waffensystemen der (ATACMS und Storm Shadow) nicht ohne eine Beteiligung westlicher Spezialisten erfolgen konnten. Bezogen auf den Raketenangriff auf Dnipro am selben Tag behauptete er, dass Russland eine Rakete vom Typ Oreschnik eingesetzt habe, und drohte im Falle wiederholter ukrainischer Angriffe mit westlichen Waffensystemen mit gleichgearteten Gegenangriffen auf militärische Objekte jener Staaten, die sich nach seiner Lesart bei ukrainischen Angriffen gegen Russland beteiligten. Kurz vor dem Raketeneinsatz, der – wie Nachuntersuchung ergaben – in der Tat eine Oreschnik war, benachrichtigte Russland die US-Regierung über den Raketeneinsatz, damit sie den Start der Rakete nicht mit einem Start einer Interkontinentalrakete (die für Angriffe mit Atomwaffen konzipiert sind) verwechseln. Der russische Botschafter im Vereinigten Königreich, Andrei Kelin, erklärte in einem Interview mit dem Sender Sky News, dass nach Ansicht der russischen Administration das Vereinigte Königreich mit dem am 20. November erfolgten ukrainischen Angriff zur Kriegspartei im Russisch-Ukrainischen Krieg geworden sei, da der ukrainische Angriff mit britischen Marschflugkörpern (Storm Shadow) nicht ohne „britische Kräfte“ hätte erfolgen können.

## 22. November
Im Gegenzug für die Bereitstellung nordkoreanischer Soldaten hat Russland nach südkoreanischen Angaben dem Land Flugabwehrraketen geliefert, und es erhalte wirtschaftliche Unterstützung.
Nach Angaben ukrainischer Armeekreise will laut Nachrichtenagentur AFP die Ukraine in der russischen Grenzregion Kursk solange bleiben, „wie es angebracht ist“. Die Armee kontrolliere rund 800 Quadratkilometer; die maximale besetzte Fläche habe knapp 1400 Quadratkilometer betragen.
Laut ukrainischem Geheimdienst hat die russische Rakete, mit der am Vortag Dnipro angegriffen worden war, eine über elffache Schallgeschwindigkeit erreicht und sei in der Region Astrachan am Kaspischen Meer gestartet worden. Die am 21. November eingesetzte Oreschnik (bzw. deren Sprengköpfe) enthielten laut einer Nachuntersuchung keine Sprengstoffe. Durch den Raketenangriff entstandener Materialschaden sei ausschließlich auf die kinetische Energie zurückzuführen. Der Einsatz sollte somit vor allem eine politische Signalwirkung haben.

## 23. November
Nach den Vereinigten Staaten und dem Vereinigten Königreich gab nach Worten des französischen Außenministers Jean-Noël Barrot auch Frankreich sein Einverständnis zum Einsatz gelieferter weitreichender Waffen gegen Ziele auf russischem Staatsgebiet. Die Ukraine dürfe diese „in der Logik der Selbstverteidigung“ abfeuern.
Nach Informationen des deutschen Bundesverteidigungsministers Boris Pistorius produziert das auf Kriegswirtschaft umgestellte Russland in drei Monaten so viele Waffen und Munition wie alle EU-Mitgliedstaaten in einem Jahr.
In Russland wurde ein Gesetz in Kraft gesetzt, mit dem Russen Schulden in Höhe von bis zu zehn Millionen Rubel (rund 92.000 Euro) erlassen werden, wenn sie sich zu einem einjährigen Militäreinsatz in der Ukraine verpflichten.
Der ukrainische Generalstab berichtete von 194 Angriffsversuchen russischer Truppen im Donbas an einem Tag. Am Frontabschnitt bei Pokrowsk seien 44 Bodenangriffe gezählt worden; 36 habe es bei Kurachowe gegeben.

## 25. November
Einem Bericht der Financial Times zufolge wirbt die mit der Islamischen Republik Iran verbündete jemenitische Huthi-Miliz Rekruten für einen Einsatz im russischen Militär an. Es seien bereits Hunderte jemenitische Söldner nach ihrer Ankunft in Russland für die Streitkräfte zwangsverpflichtet und an die Front in die Ukraine geschickt worden, nachdem sie zuvor im Jemen mit der Aussicht auf bezahlte Arbeit in Russland und die Erlangung der russischen Staatsbürgerschaft geködert worden seien. Diese Rekrutierung werde von einem Unternehmen durchgeführt, das von einem prominenten Huthi-Politiker gegründet worden sei. Ein der Zeitung vorliegender Rekrutierungsvertrag weise darauf hin, dass diese Anwerbungen bereits seit Juli liefen. Es befänden sich auch Vertreter Russlands für Gespräche im Jemen. Befürchtet wird die Lieferung russischer Waffen an die Huthi, mit denen diese Handelsschiffe vor der jemenitischen Küste im Roten Meer noch effektiver angreifen könnten. Diese Angriffe der Huthis haben das Ziel, ein Ende des israelischen Militäreinsatzes im Gazastreifen zu erzwingen.

## 26. November
Sergei Naryschkin, Chef des russischen Auslandsgeheimdienstes SWR, gab bekannt, dass Russland nicht bereit sei, den Konflikt einfrieren zu lassen.
Die internationale Hilfsorganisation CARE warnte vor einer akuten Notlage bzw. Mangelversorgung in der ostukrainischen Stadt Pokrowsk und den umliegenden Gebieten, auf die russische Truppen vorrücken. In der Stadt, dessen Wasser- und Wärmeversorgung zusammengebrochen ist, befänden sich noch etwa 12.000 Menschen. Die Ein- und Ausreise in und aus der Stadt sei massiv eingeschränkt und die Lieferung lebenswichtiger Hilfsgüter erheblich erschwert. Evakuierungen seien nur noch vom 100 Kilometer entfernten Pawlohrad möglich.
Bei russischen Luftangriffen auf ukrainische Städte wurden nach ukrainischen Angaben 188 Drohnen eingesetzt. Damit sei dies der bisher umfangreichste russische Drohnenangriff gewesen. 76 dieser Drohnen seien abgewehrt worden, einige seien in belarussisches Gebiet abgedreht. Im westukrainischen Ternopil brach die Versorgung mit Strom, Wasser und Wärme teilweise nach den Angriffen zusammen. In Sumy wurden mindestens zwei Menschen durch die Angriffe getötet. Das russische Verteidigungsministerium behauptete, dass erneut US-amerikanische Raketen für ukrainische Angriffe gegen militärische Ziele auf russischen Staatsgebiet eingesetzt wurden.
Das deutsche Wirtschaftsministerium gab bekannt, 65 Millionen Euro für den Wiederaufbau der ukrainischen Energie-Infrastruktur bereitzustellen. Mit der erneuten Zahlung steigt die deutsche Beteiligung an einem europäischen Wiederaufbaufonds der Ukraine laut Ministeriumsangaben bis Ende des Jahres auf 360 Millionen Euro. Deutschland ist weiterhin der mit Abstand größte Geber dieses Fonds, der seit Februar 2022 etwa 629 Millionen Euro gesammelt hat.

## 28. November

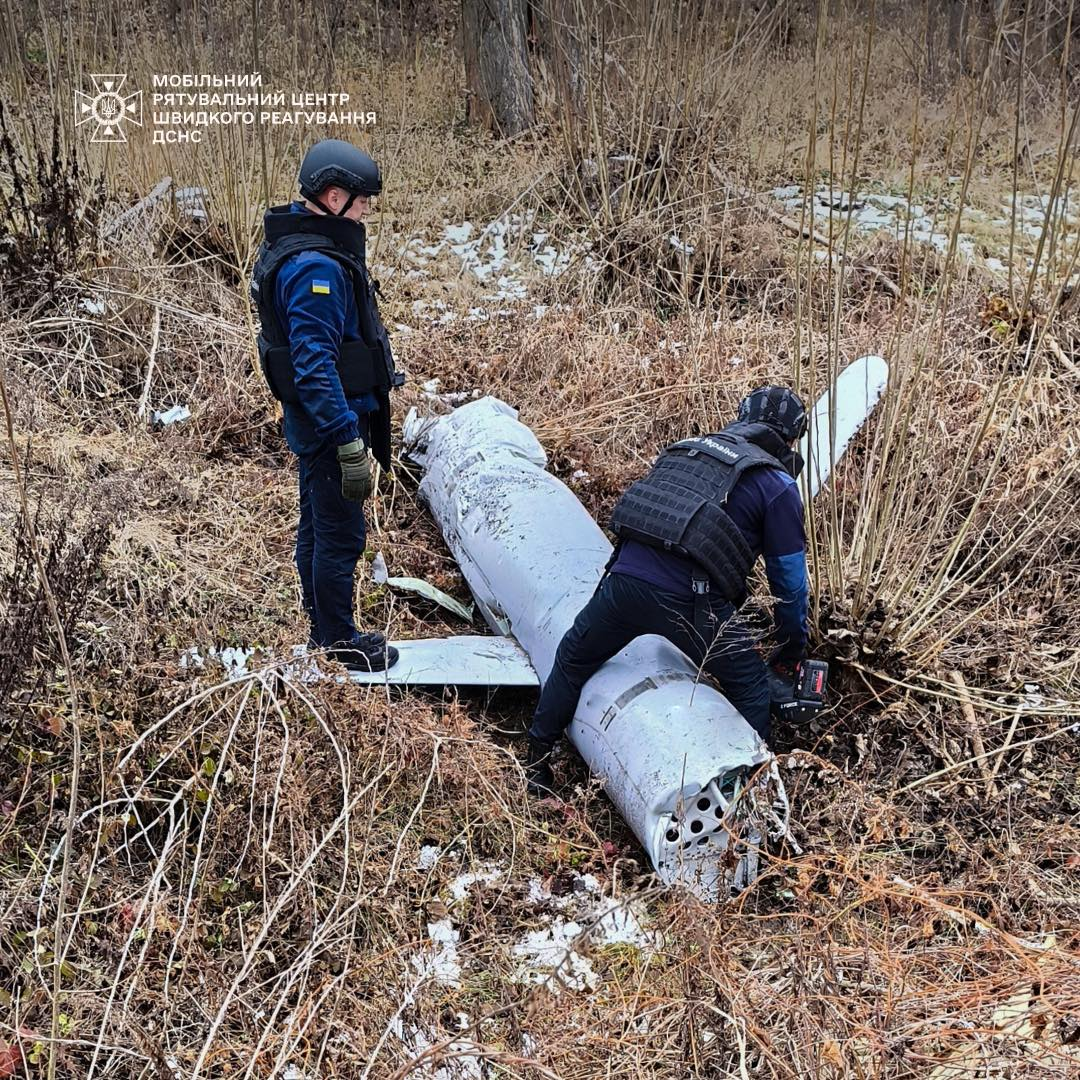
Überreste eines russischen Marschflugkörpers vom Typ Ch-55 bei Kiew nach den Luftangriffen am 28. November 2024

Der ukrainische Energieminister Herman Haluschtschenko meldete landesweite Stromausfälle infolge russischer Luftangriffe auf Energieinfrastrukturen. Explosionen wurden aus den Städten Kiew, Charkiw, Riwne, Chmelnyzkyj, Luzk und vielen anderen Städten in der Mitte und im Westen der Ukraine gemeldet. Von Stromausfällen im Zuge der Angriffe betroffen waren neben der Hauptstadt Kiew die südlichen Oblaste Odessa und Mykolajiw, die westlichen Oblaste Lwiw, Wolyn und Riwne sowie Dnipropetrowsk und Donezk im Osten. Infolge der Angriffe auf die westlichen Bezirke waren nach Behördenangaben über eine Million Menschen ohne Strom. Der Netzbetreiber DTEK führte Notabschaltungen vor allem in Kiew, Odessa und Dnipro aus. Bei den Luftangriffen wurde nach Angaben des ukrainischen Präsidenten Selenskyj Streumunition eingesetzt. Die ukrainische Luftwaffe fing nach eigenen Angaben 79 von 91 Raketen und 35 von 97 Drohnen ab, die übrigen 62 habe sie aus dem Blickfeld verloren.
Russlands Präsident Putin sagte, dass diese Angriffe eine Reaktion auf den ukrainischen Beschuss mit ATACMS-Raketen seien, und drohte damit, Entscheidungszentren in der Hauptstadt Kiew beschießen zu können.

## 29. November
Ukraines Außenminister Andrij Sybiha bat die NATO vor einem Außenministertreffen der Mitgliedstaaten um eine sofortige Aufnahme seines Landes. Der ukrainische Staatspräsident schlug vor, ausschließlich den unbesetzten Teil des Staates zum NATO-Bündnisgebiet zu erklären.
Nach Angaben von Generalmajors Christian Freuding, militärischer Chefkoordinator der deutschen Ukraine-Hilfe, vervielfachten sich die Geländegewinne russischer Bodentruppen im Donbas in den vorherigen Wochen durch einen „fast nicht vorstellbaren Einsatz an Mensch und Material“. Der ukrainische Militärchef Oleksandr Syrskyj erklärte, ukrainische Reserven seien zur Verstärkung der Verteidigung an die Front bei Pokrowsk und Kurachowe verlegt worden. Die Ukraine griff das in der Oblast Rostow liegende Öldepot Atlas, das „Teil des russischen militärisch-industriellen Komplexes“ sei, an, wobei ein Brand ausgelöst worden sei. Das russische Verteidigungsministerium meldete, 47 ukrainische Drohnen abgewehrt zu haben, davon 29 in dieser Oblast. Aus der Ukraine wurden russische Drohnenangriffe auf die Oblaste Sumy, Tschernihiw, Poltawa, Kiew und Kirowohrad gemeldet. 88 der insgesamt 132 abgefeuerten Drohnen meldete die ukrainische Luftwaffe als abgewehrt.

## 1. Dezember
Die russischen Streitkräfte haben nach Angaben des ukrainischen Verteidigungsministeriums im November ihren verlustreichsten Monat erlebt: Es seien 45.720 Soldaten getötet oder verwundet worden. Bei russischen Luftangriffen auf Cherson und die Oblast Dnipropetrowsk sind laut ukrainischen Regierungsangaben drei Menschen getötet und 31 weitere verletzt worden.

## 2. Dezember

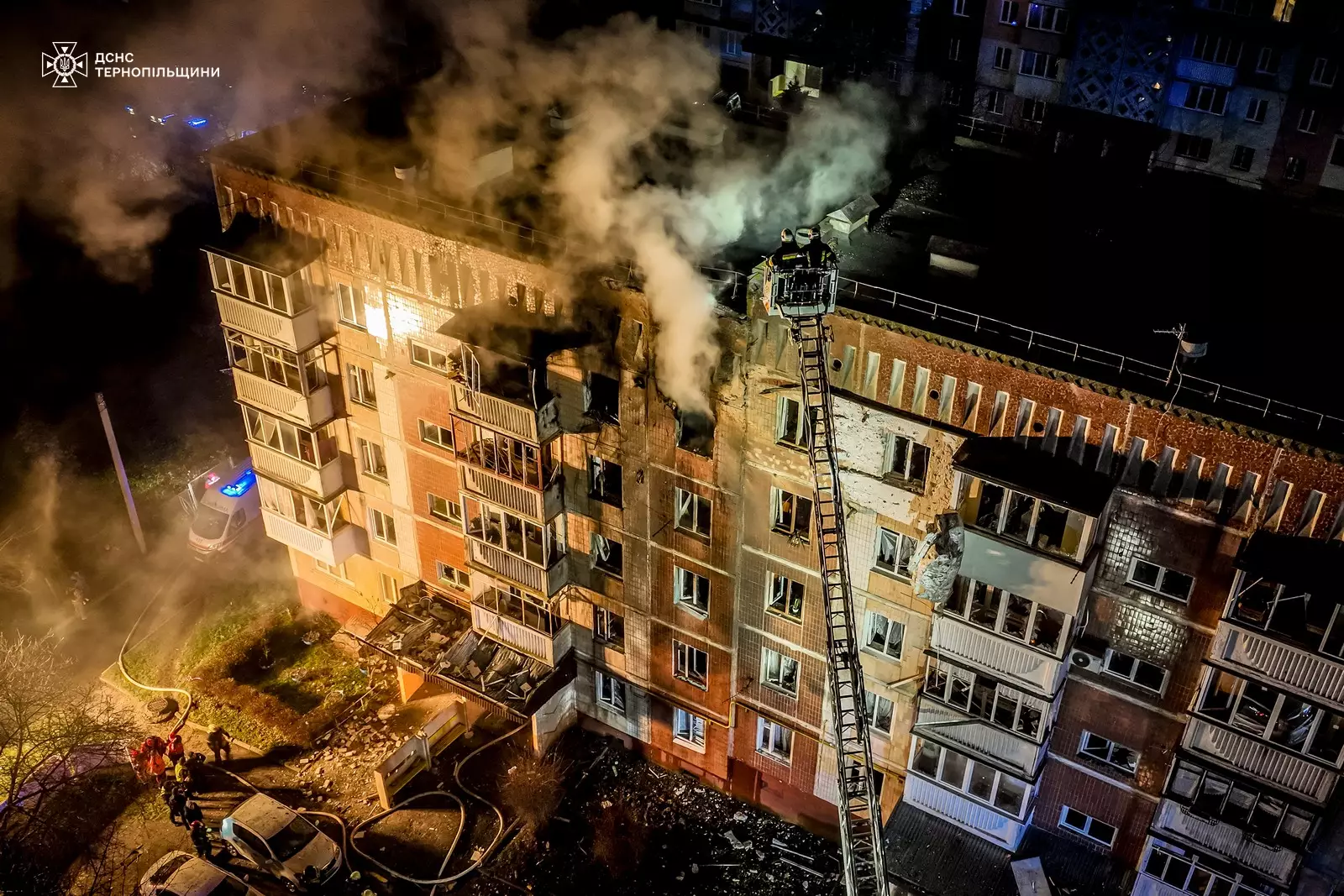
Wohngebäude in Ternopil nach dem Angriff am 2. Dezember

Eine Datenauswertung der Agence France-Presse ergab, dass russische Truppen im November 2024 die größten Gebietsgewinne seit März 2022 erzielten. Zum zweiten Mal seit Kriegsbeginn reiste Bundeskanzler Olaf Scholz zu Regierungskonsultationen nach Kiew. Er kündigte Rüstungslieferungen – insbesondere Flugabwehr zum Schutz vor russischen Luftangriffen – für 650 Millionen Euro bis Ende 2024 an. Bei einem russischen Drohnenangriff auf Ternopil sind laut ukrainischen Angaben eine Person getötet und mehrere verletzt worden.

## 3. Dezember
Um Hilfslieferungen von Militärtechnik in die Ukraine zu schützen, gab Norwegen bekannt, Kampfflugzeuge vom Typ F-35, NASAMS-Abwehrsysteme und etwa 100 Soldaten nach Polen zu entsenden, um den Flughafen Rzeszów-Jasionka abzusichern.

## 5. Dezember

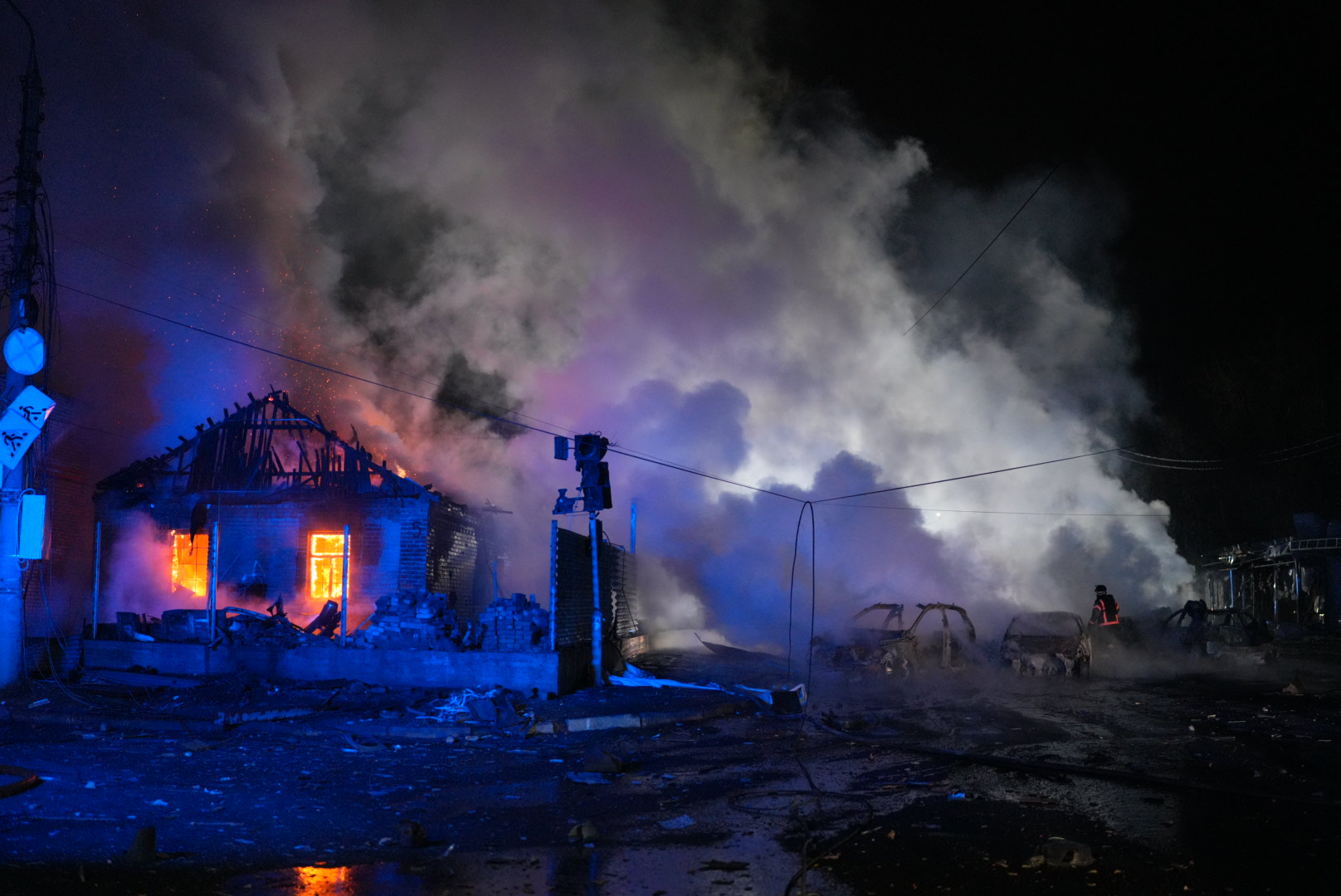
Zerstörungen in Saporischschja nach dem Bombenangriff durch den nach ukrainischen Angaben 10 Menschen am 6. Dezember getötet wurden

Russlands Präsident Putin ernannte den Duma-Abgeordneten Alexander Chinstein zum Gouverneur der von der Ukraine teilbesetzten russischen Region Kursk. Chinstein löste damit den erst im Mai 2024 ernannten Alexei Smirnow ab, der noch im Oktober 2024 unterstützt vom Kreml bei der Regionalwahl eine Stimmenmehrheit erreicht hatte.

## 6. Dezember
Durch einen russischen Luftangriff auf Saporischschja sind nach ukrainischen Angaben 10 Menschen getötet worden. In Krywyj Rih sollen zwei Menschen durch russische Luftangriffe getötet worden sein.

## 7. Dezember
Am Rande der Wiedereröffnung der Pariser Kathedrale Notre-Dame trafen sich der designierte US-Präsident Donald Trump und der ukrainische Staatspräsident Wolodymyr Selenskyj im Beisein des französischen Staatspräsidenten Emmanuel Macron. Die US-Regierung unter Joe Biden gab bekannt, weitere Militärhilfen über 988 Millionen US-Dollar bewilligt zu haben.
Seit dem russischen Überfall im Februar 2022 sind laut Selenskyj 43.000 ukrainische Soldaten getötet und 370.000 verwundet worden, von denen die Hälfte wieder in den Kriegseinsatz habe gehen können. Militärbeobachter vermuten, dass die Verluste deutlich höher liegen. Bei einem russischen Angriff auf Saporischschja sind nach ukrainischen Angaben mindestens neun Menschen getötet und 24 weitere verletzt worden.

## 10. Dezember

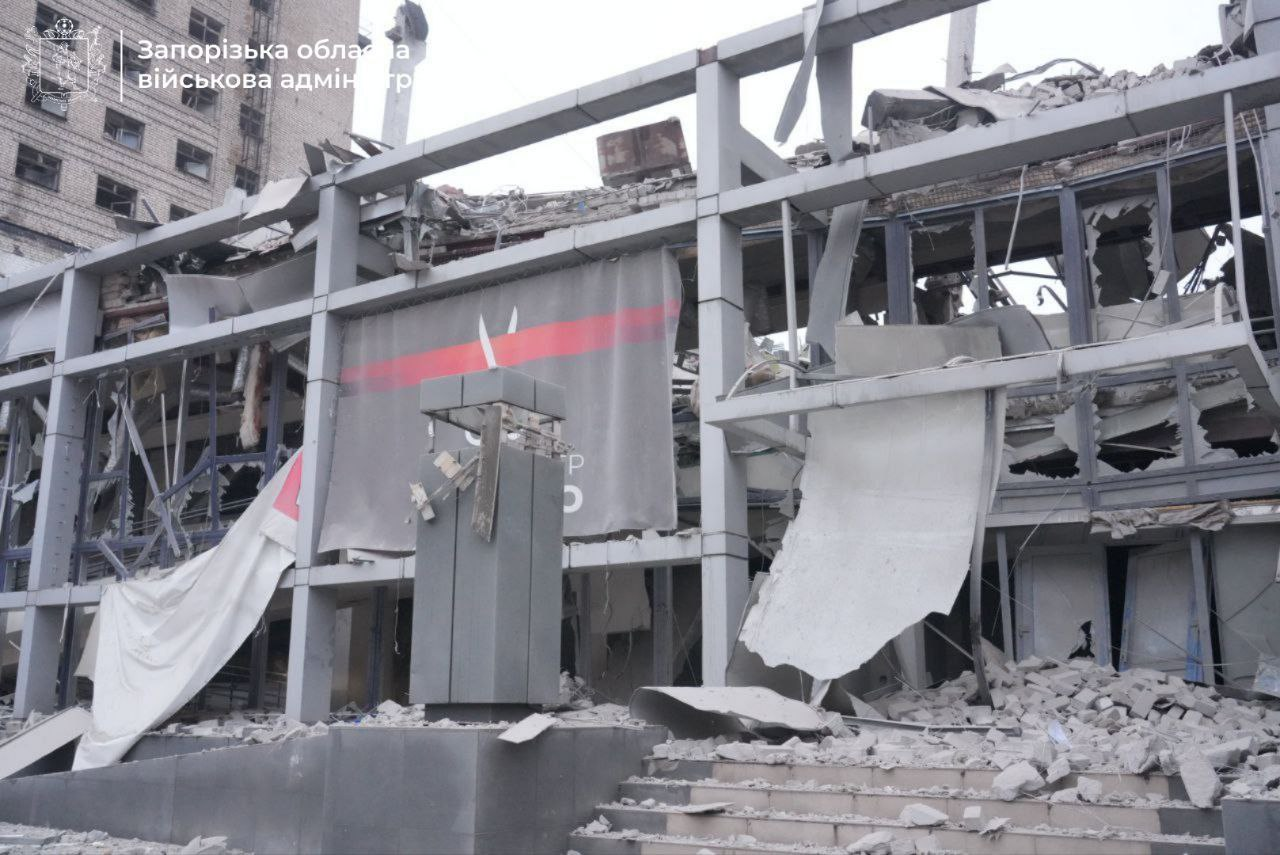
Zerstörung nach dem russischen Luftangriff am 10. Dezember

Bei einem russischen Luftangriff auf Saporischschja kamen nach ukrainischen Angaben zehn Menschen ums Leben. Unter anderem sei eine Privatklinik zerstört worden.

## 11. Dezember
Das russische Verteidigungsministerium warf der Ukraine vor, einen Militärflughafen bei Taganrog mit US-amerikanischen Raketen (ATACMS) angegriffen zu haben und kündigte, wie auch das russische Präsidialamt einen Tag später, Vergeltung an.

## 12. Dezember
Durch den russischen Angriffskrieg sind laut einer ukrainischen Statistik 604 Kirchen und andere Religionsstätten zerstört oder beschädigt worden.

## 13. Dezember
Russland attackierte nach ukrainischen Regierungsangaben die Energieinfrastruktur des Landes mit über 90 Raketen, von denen 81 abgewehrt worden seien. Zuvor seien zudem knapp 200 Kampfdrohnen von Russland eingesetzt worden.
Das US-Außenministerium gab bekannt, dass die scheidende US-Regierung unter Präsident Joe Biden eine weitere Lieferung von Militärgütern an die Ukraine für 500 Millionen US-Dollar (rund 477 Mio. Euro) zur Selbstverteidigung bewilligt hat.

## 14. Dezember
Gemäß dem ukrainischen Inlandsgeheimdienst SBU legten ukrainische Kräfte nahe des besetzten Tokmak eine Bahnstrecke lahm, die das russische Militär für Nachschubzwecke nutzte: Ein russischer Zug, der 40 Tankwaggons mit Treibstoff transportierte, wurde an der Lokomotive sowie am letzten Wagen von HIMARS getroffen und brannte aus. In der Südukraine wurden ein russisches Tor-Luftabwehrsystem und ein Terek-Radarsystem zerstört.

## 16. Dezember
Laut dem ukrainischen Militärgeheimdienst wurden mindestens dreißig nordkoreanische Soldaten bei Kämpfen mit ukrainischen Truppen in der russischen Region Kursk getötet oder verletzt. Die Verluste würden „mit frischem Personal“ aus der nordkoreanischen Armee ausgeglichen.
Bezüglich der Kriegsbeteiligung Nordkoreas auf russischer Seite warnten die G7-Staaten und die EU sowie Südkorea, Australien und Neuseeland vor dieser „gefährlichen Ausweitung“ des Konflikts, die „ernste Konsequenzen“ für die Sicherheitslage in Europa und im Indopazifik habe. Zudem verstoße die Mitwirkung Nordkoreas gegen mehrere UN-Resolutionen. Auch wurde die Unterstützung, die Russland den „illegalen Waffenprogrammen Nordkoreas, einschließlich Massenvernichtungswaffen“, zukommen lasse, verurteilt. Die angespannte Lage auf der koreanischen Halbinsel könne so noch verschärft werden.

## 17. Dezember
Bei einer Explosion in Moskau wurden der Chef der ABC-Abwehrtruppen Russlands, Generalleutnant Igor Kirillow, und sein Adjutant getötet. Kirillow war zuständig für den Schutz vor Gefahren durch atomare, biologische und chemische Kampfmittel. Noch am Vortag hatte der ukrainische Inlandsgeheimdienst SBU Kirillow Kriegsverbrechen wegen der Verwendung verbotener Chemiewaffen vorgeworfen. Laut SBU wurden seit Beginn des russischen Überfalls mehr als 4800 Fälle registriert, in denen Russland Chemiewaffen in der Ukraine eingesetzt hat. Unter Berufung auf eigene Geheimdienstquellen berichteten Medien in Kiew, der SBU sei für das Attentat verantwortlich.
Der ukrainische Inlandsgeheimdienst SBU teilte mit, zwölf Agenten enttarnt zu haben, die für Russland spioniert hätten.
Nach Einschätzung britischer Militärexperten haben die russischen Streitkräfte seit Beginn des Überfalls auf die Ukraine 3600 Kampfpanzer sowie 8000 gepanzerte Fahrzeuge verloren. Daher müssten sie auf veraltetes und schlecht instand gehaltenes Gerät aus Sowjetzeiten zurückgreifen.

## 18. Dezember
Einem hochrangigen Beamten des US-Militärs zufolge wurden mehrere hundert nordkoreanische Soldaten bei Kämpfen gegen die ukrainische Armee in der russischen Region Kursk verwundet oder getötet. Er sagte, dass die nordkoreanischen Einheiten nicht kampferprobt zu sein scheinen, was zu einer hohen Opferzahl führe.

## 20. Dezember
Der designierte Präsident der USA Donald Trump bot an, die US-amerikanische Unterstützung für die Ukraine in Form von Waffenlieferung aufrechtzuerhalten, wenn die mit den USA verbündeten europäischen Staaten ihr Verteidigungsbudget auf 5 % ihres jeweiligen Bruttoinlandsprodukts anheben.
Bei russischen Luftangriffen auf Kiew wurden diplomatische Vertretungen beschädigt und nach ukrainischen Angaben ein Mensch getötet und neun weitere verletzt.
Ukrainische Raketen trafen die russische Kleinstadt Rylsk im Gebiet Kursk, wobei nach russischen Angaben fünf Menschen getötet und zwölf verletzt wurden. Rylsk dient als Aufmarschgebiet für russische Truppen bei ihrem Gegenangriff gegen ukrainische Einheiten, die seit August 2024 einen Teil des Gebiets besetzt halten.

## 23. Dezember
Nach britischen Angaben setzt Russland verstärkt Drohnen ohne oder mit nur geringen Sprengladungen als Köder ein, um die ukrainische Flugabwehr zu überlasten und verwirren. Zwischen September und November seien vermutlich 50 bis 60 Prozent der abgefeuerten Drohnen nur Täuschung gewesen. Sie seien kleiner und günstiger als die Kamikaze-Drohnen des iranischen Typs Shahed, die Russland häufig verwendet.
Gemäß dem ukrainischen Präsidenten Selenskyj wurden in der russischen Region Kursk bisher mehr als 3000 nordkoreanische Soldaten getötet. Der südkoreanische Generalstab hatte zuvor die Zahl der getöteten Nordkoreaner auf etwa 1100 geschätzt. Zudem meldete er, es gebe Hinweise, dass Nordkorea noch mehr Waffen und Soldaten nach Russland für den Krieg gegen die Ukraine schicke. Unter diesen Waffen seien auch sogenannte Kamikaze-Drohnen.
Der slowakische Regierungschef Robert Fico wurde für seinen Besuch bei Kremlchef Putin, bei dem es um russische Erdgaslieferungen für die Slowakei ging, von Selenskyj wie auch von Tschechien und der slowakischen Opposition kritisiert.

## 25. Dezember
Bei einem Angriff mit Mehrfachraketenwerfern vom Typ HIMARS wurde das Hauptquartier der russischen 810. Garde-Marineinfanterie-Brigade in der Stadt Lgow getroffen. Dabei wurden der stellvertretende Kommandeur der Einheit, Oberstleutnant Salim Paschtow, und weitere Mitglieder des Stabes getötet.
Eine in Baku gestartete Embraer 190 AR der aserbaidschanischen Azerbaijan Airlines auf dem Weg nach Grosny stürzte mehrere hundert Kilometer vom eigentlichen Kurs entfernt auf der anderen Seite des Kaspischen Meeres bei dem Versuch einer Notlandung in der kasachischen Stadt Aqtau ab. Beschädigungen an den Wrackteilen deuten auf eine Flugabwehrrakete, möglicherweise des Typs Panzir-S1, hin. Das Flugzeug hatte zuvor ein Gebiet in Russland verlassen, das das russische Militär noch vor Kurzem gegen Angriffe ukrainischer Drohnen verteidigt hatte. Von der Regierung in Baku mit den Ermittlungen betraute Personen sagten der Nachrichtenagentur Reuters, dass niemand einen absichtlichen Abschuss unterstelle. Aufgrund der festgestellten Fakten würde die Regierung von Aserbaidschan aber erwarten, dass die russische Seite den Abschuss des Flugzeuges zugeben würde.

## 27. und 28. Dezember
Am 27. Dezember 2024 zitierten CNN und ABC News einen Vertreter der US-Regierung, der einen fehlgeleiteten Schuss der russischen Flugabwehr als Ursache nicht ausschloss. Es sei denkbar, dass schlecht ausgebildete überforderte russische Einheiten bei der Abwehr ukrainischer Drohnen das Ziel verwechselt hätten. Der Vorsitzende des Verteidigungsausschusses im Deutschen Bundestag, Marcus Faber, rief zivile Fluglinien dazu auf, das gesamte Kriegsgebiet zu meiden und auf Überflüge über der Ukraine und Russland vorerst zu verzichten. Die israelische Fluggesellschaft El Al setzte alle Flugverbindungen zwischen Tel Aviv und Moskau zunächst aus. Die russische Nachrichtenagentur TASS meldete am 27. Dezember 2024 die Sperrung des Luftraumes im Süden Russlands. Die Fluggesellschaft Azerbaijan Airlines teilte am 27. Dezember 2024 unter Berufung auf vorläufige Ermittlungsergebnisse mit, dass der Absturz „durch physische und technische Einwirkungen von außen“ verursacht wurde. Es wird nach dem aserbaidschanischen Verkehrsminister Rashad Nabiyev noch ermittelt, mit welcher Art Waffe dies geschah. Über dem ursprünglichen Zielflughafen Grosny habe es nach Zeugenaussagen eine Explosion gegeben, bevor das Flugzeug von etwas getroffen wurde. Der Chef der russischen Luftfahrtbehörde Rosawiazija, Dmitri Jadrow, sagte, die Situation im Bereich des Flughafens von Grosny sei sehr kompliziert gewesen. Ukrainische Kampfdrohnen hätten zu diesem Zeitpunkt Angriffe in den Gebieten Grosny und Wladikawkas geflogen. Wegen der Gefahr durch die Drohnen seien keine Starts und Landungen in Grosny erlaubt gewesen, alle Piloten hätten zum Zeitpunkt des Alarms den Luftraum verlassen müssen. Weitere Fluggesellschaften unterbrachen unterdessen Verbindungen nach Russland. Unklar ist, warum der kaum noch zu steuernden Maschine eine Notlandung in Russland verweigert wurde und sie über das Kaspische Meer nach Aqtau ausweichen musste. Die Navigationssysteme des Flugzeugs seien nach Medienberichten währenddessen gestört worden. In Sozialen Medien wurde dazu der Verdacht laut, Russland habe die Maschine im Meer abstürzen lassen wollen, um die Spuren des wahrscheinlich unbeabsichtigten Beschusses zu verwischen.
Der russische Präsident Putin entschuldigte sich am 28. Dezember bei dem aserbaidschanischen Amtskollegen Əliyev dafür, „dass sich der tragische Vorfall im russischen Luftraum ereignete“, und sprach den Familien der Opfer erneut sein tiefes und aufrichtiges Beileid aus und wünschte den Verletzten baldige Genesung. Den Beschuss durch die russische Flugabwehr bestätigte er nicht. Die russische Regierung sagte in diesem Zusammenhang: „Zu diesem Zeitpunkt wurden Grosny, Mosdok und Wladikawkas von ukrainischen unbemannten Flugzeugen angegriffen, und russische Luftabwehrsysteme wehrten diese Angriffe ab.“ Der aserbaidschanische Sicherheitsexperte Shujaat Ahmadzada geht davon aus, dass Putin diese „eher ambivalente Entschuldigung“ aus einem „pragmatischen Kalkül“ äußerte, um den Beziehungen zwischen Russland und Aserbaidschan sowie der eng mit Aserbaidschan verbundenen Türkei nicht zu schaden. Was weiter fehle, sei eine offizielle Stellungnahme zur Bestrafung der Schuldigen und zur finanziellen Entschädigung der Opfer. İlham Əliyev forderte am 29. Dezember 2024 ein klares Schuldeingeständnis und Schadensersatz sowie die Bestrafung der Schuldigen von Russland. Schon vor der vollständigen Auswertung der Flugschreiber ergäben die Fakten ein klares Bild. Im Raum Grosny verlor das Flugzeug die Steuerungsfähigkeit, weil vom Boden aus radioelektronische Mittel eingesetzt worden seien, erklärte Əliyev. Anschließend habe direktes Feuer vom Boden aus die Maschine getroffen. Əliyev geht nicht davon aus, dass die russische Flugabwehr das Flugzeug absichtlich habe treffen wollen. Aserbaidschan traute Russland jedoch eine transparente Aufklärung nicht zu und lehnte eine Untersuchung durch Russland ab. Die Versuche, den Fall zu vertuschen, seien ganz offensichtlich gewesen. Statt mit den Russen bei der Ermittlung zusammenzuarbeiten, wollen die Aserbaidschaner nun mit den kasachischen Behörden und dem brasilianischen Flugzeughersteller Embraer die Daten aus der Blackbox analysieren.
Das ukrainische Militär meldete, bereits am 26. Dezember ein Depot für Shahed-Drohnen in der russischen Region Orjol getroffen und zerstört zu haben. Der Angriff sei von der Luftwaffe ausgeführt worden. Es seien an diesem Ort nicht nur Drohnen mit einer langen Reichweite gelagert worden, sondern auch Wartungsarbeiten durchgeführt worden.
Laut dem britischen Verteidigungsministerium setzt Russland bei seinen Raketen- und Drohnenangriffen seit August 2024 offensichtlich auf seltenere und größere Angriffswellen statt auf häufigere und kleinere Attacken. So könnten einerseits Bestände aufgebaut und andererseits die ukrainische Flugabwehr mit der Menge der eingesetzten Waffen überlastet werden.
Laut dem ukrainischen Staatschef Wolodymyr Selenskyj sind auf Seiten Russlands kämpfende Nordkoreaner in ukrainische Kriegsgefangenschaft geraten, jedoch ihren schweren Verletzungen erlegen. Er warf den nordkoreanischen Aufsehern und der russischen Armee vor, gezielt nordkoreanische Soldaten zu töten, damit diese nicht in Kriegsgefangenschaft gerieten. Nordkorea und Russland hätten kein Interesse an deren Überleben, so Selenskyj. Der deutsche Sicherheitsexperte Nico Lange sagte, die nordkoreanischen Soldaten würden wie „Menschenmaterial“ behandelt und in Minenfelder und Drohnenfeuer geschickt. Sie hätten eine ähnliche Rolle wie zuvor die aus russischen Gefängnissen entlassenen und rekrutierten Verbrecher.

## 30. Dezember
Die EU-Außenbeauftragte Kaja Kallas warf der russischen Staatsführung vor, nach Beginn des Krieges Sabotageakte gegen die Infrastruktur von EU-Mitgliedstaaten verübt zu haben. Als Beispiel genannt wurden die in der Ostsee liegenden Unterseestromkabel C-Lion1 und Estlink 2, die im November und Dezember 2024 durchtrennt wurden.
Der russische Außenminister Sergei Lawrow lehnte den aus dem Umfeld des designierten US-Präsidenten Donald Trump kommenden Vorschlag ab, zur Wahrung eines etwaigen Waffenstillstands europäische Truppen in der Ukraine zu stationieren.
US-Staatspräsident Joe Biden genehmigte weitere militärische Lieferungen an die Ukraine im Wert von 2,5 Milliarden US-Dollar.
Im Jahr 2024 blieb die ukrainische Regierung hinter der selbstgesteckten Zielvorgabe zurück, 50.000 Soldaten pro Quartal zu rekrutieren. Im Gegensatz dazu schließen sich den russischen Streitkräften laut westlichen Geheimdiensten 25.000 bis 30.000 neue Kämpfer pro Monat an. Damit kann Russland die Verluste auf dem Schlachtfeld Stand Dezember 2024 kompensieren. Zwischen Januar und Oktober 2024 sind mehr ukrainische Soldaten desertiert als in den beiden vorangegangenen Kriegsjahren zusammen. Ukrainische Strafverfolger haben in diesem Zeitraum laut Financial Times 60.000 Verfahren gegen Soldaten eingeleitet, die ihre Stellungen oder Einheiten ohne Erlaubnis verlassen haben.
Beide Kriegsparteien tauschten Gefangene aus. Während laut dem ukrainischen Staatspräsidenten Wolodymyr Selenskyj 189 Ukrainer frei kamen (viele von ihnen seien bei der Belagerung von Mariupol 2022 in Gefangenschaft geraten), gab das russische Verteidigungsministerium an, dass jede Seite 150 Gefangene freigelassen habe.